# Turystyka w Bydgoszczy
Turystyka w Bydgoszczy – charakterystyka krajoznawcza i oferta turystyczna miasta Bydgoszczy.

## Charakterystyka

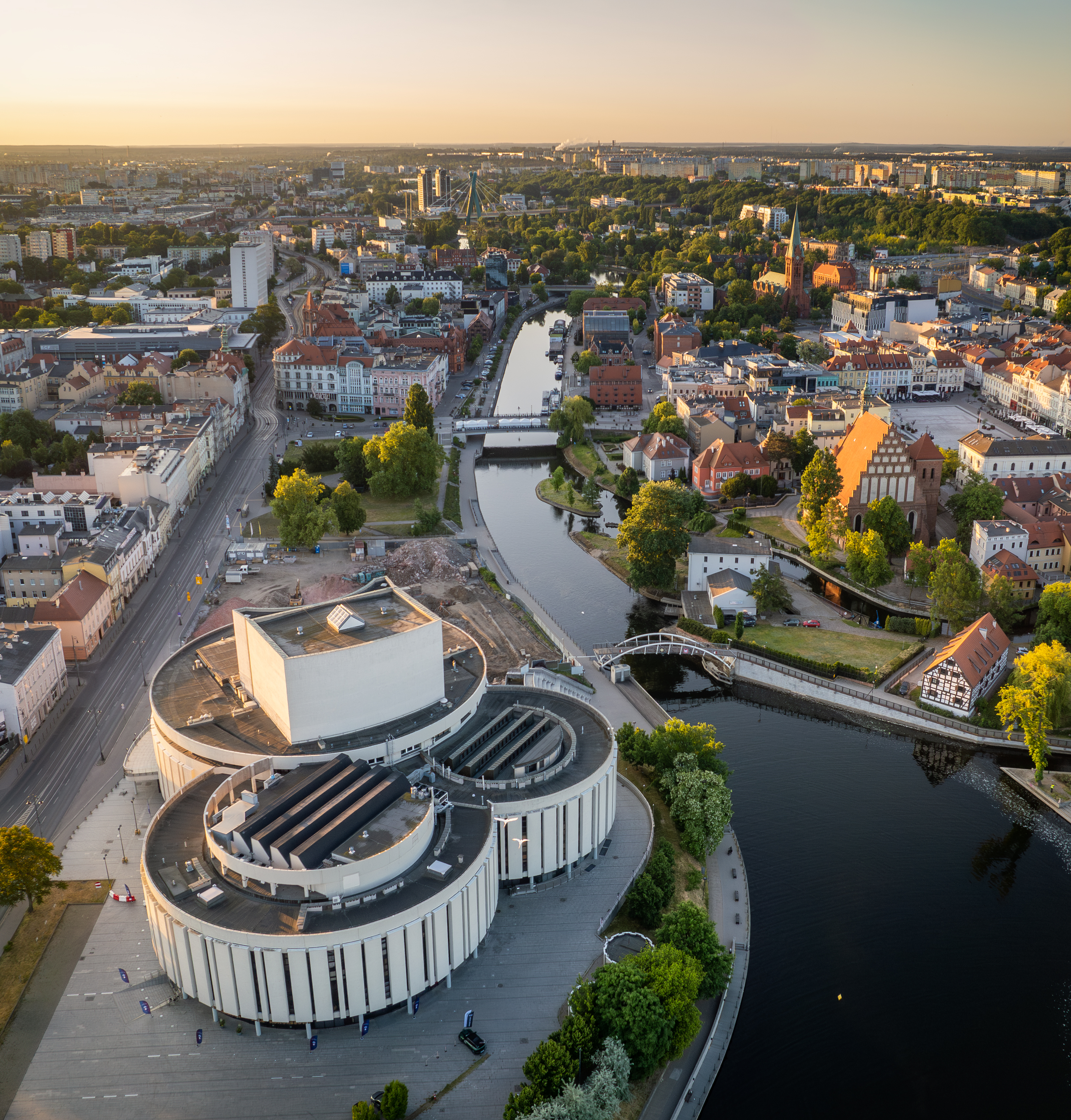
Bydgoszcz z lotu ptaka z rzeką Brdą

Bydgoszcz jest ośrodkiem turystycznym, którego znaczenie sukcesywnie wzrasta. Związane jest to z rozwojem oferty kulturalnej, rekreacyjnej oraz rewitalizacją Bydgoskiego Węzła Wodnego. Wedle opinii archiwizowanych m.in. na portalach turystycznych, od 2012 roku Bydgoszcz mieści się w pierwszej dziesiątce miast rekomendowanych do odwiedzenia w Polsce. Wedle różnych opinii i rankingów, Bydgoszcz należy do najbardziej niedocenianych miast w Polsce pod względem turystycznym. Przyczyniły się do tego: niewielka liczba zachowanych zabytków o metryce przedindustrialnej, co stanowiło argument za pomijaniem lub zdawkowym traktowaniem miasta w popularnych przewodnikach krajoznawczych, stereotypy miasta przemysłowego, niedostateczna promocja w minionych dekadach. Dlatego też urok Bydgoszczy polega m.in. na tym, że jest to wciąż miasto nieodkryte – zarówno jeśli chodzi o historię, architekturę, jak i kulturę.

### Specyfika turystyczna miasta
Bydgoszcz jest miastem o metryce średniowiecznej, którego specyfika wyraża się przede wszystkim we wkomponowaniu zabudowy architektonicznej w nabrzeża rzek i kanałów oraz powszechności zabudowy z okresu „belle époque”. Jest miastem na wodzie, gdzie istnieje specyficzny „folklor rzeki”, miastem muzyki, neoklasycznych budowli, parków i otoczone lasami jak żadne inne. Kilkadziesiąt mostów i mostków, kanały, odnogi, jazy, ciągi zabudowy odbijającej wizerunki w rzece, powodują, że Bydgoszcz nazywana jest czasami „małym Amsterdamem”.
Na uwagę zasługuje Stare Miasto położone w meandrach rzeki Brdy (drugim obszarem staromiejskim jest Stary Fordon nad Wisłą), Wyspa Młyńska, Wenecja Bydgoska oraz Śródmieście z wielkomiejską zabudową secesyjną. Podstawowym i oryginalnym walorem Bydgoszczy jest jednak woda: rzeki, kanały, budowle hydrotechniczne, bulwary, nabrzeża, kaskady oraz front wodny. Unikatowym zabytkiem jest najstarsza, czynna w Polsce sztuczna droga wodna – Kanał Bydgoski (1774) z systemem śluz. Dużym atutem miasta jest także przyroda: zieleń, duża liczba parków (w tym największy w Polsce Leśny Park Kultury i Wypoczynku „Myślęcinek”), ciekawe ukształtowanie terenu na skrzyżowaniu trzech wielkich pradolin, otoczenie miasta pierścieniem lasów.
W wojewódzkim rejestrze zabytków znajduje się 262 obiektów z Bydgoszczy, w tym w całości przestrzenny zespół Starego Miasta wraz z Wyspą Młyńską, kilkanaście budowli hydrotechnicznych Bydgoskiego Węzła Wodnego, 22 kościołów i kaplic różnych wyznań, synagoga, 6 cmentarzy, 10 starych spichlerzy, 23 obiektów użyteczności publicznej, 13 budynków oświatowych, 18 zabytków techniki, 138 kamienic i willi. Gminna ewidencja zabytków obejmuje natomiast około 2800 obiektów, z czego ponad 2 tys. (75%) znajduje się w obszarze zwartej zabudowy Śródmieścia wraz z Bocianowem, Bielawami, Okolem i Wilczakiem. Ponadto Bydgoszcz dysponuje zabytkami ruchomymi (wpisanymi do rejestru krajowego): 274 obiektami z kategorii malarstwa, rzeźby, rzemiosła artystycznego, medycyny i farmacji, kolekcją starych fortepianów oraz gobelinów. 26 września 2018 roku przystąpiono do utworzenia Parku Kulturowego na obszarze Starego Miasta Bydgoszczy. W mieście znajduje się ponadto kilkanaście muzeów oraz obiekty kulturalne, które przyciągają publiczność ze względu na swój repertuar, jak również z powodu imprez i festiwali.
Wraz z postępem rewitalizacji terenów nadrzecznych, parkowych i zabytkowej architektury, Bydgoszcz zyskuje coraz większą markę turystyczną w kraju i na świecie. W rankingach organizowanych przez fachowe media Bydgoszcz niejednokrotnie znajduje się w gronie miast polskich uchodzących za topowe turystycznie. Np. twórcy rankingu Poland Sotheby’s International Realty podkreślają, że:

Miasto coraz bardziej przypomina Amsterdam nie tylko ze względu na przecinające ją kanały. Piękna, unikalna architektura, ciekawe wydarzenia artystyczne i rozległe tereny rekreacyjne sprawiają, że w tym mieście po prostu chce się żyć

### Ruch turystyczny w Bydgoszczy
Według badań z 2015 roku, Bydgoszcz w celu turystycznym odwiedzało rocznie od 500 do 800 tys. osób. Dwie trzecie z tej liczby to turyści wielodniowi, którzy nocowali w Bydgoszczy. Około 75% osób przybywało samochodem, 16% koleją, zaś spośród obcokrajowców 50% – transportem lotniczym (port lotniczy Bydgoszcz-Szwederowo). Dla 77% odwiedzających Bydgoszcz była docelowym punktem podróży. Blisko połowa turystów pochodziła z województwa kujawsko-pomorskiego, a jedna trzecia z województw: mazowieckiego, wielkopolskiego i pomorskiego. Badania przeprowadzone w latach 2012–2016 wykazały, że 85% osób przyjezdnych dobrze lub bardzo dobrze oceniało atrakcyjność turystyczną Bydgoszczy. Miejsca najbardziej przyciągające turystów, najlepiej oceniane to: Wyspa Młyńska, Wenecja Bydgoska, Opera Nova, Leśny Park Kultury i Wypoczynku, Bydgoski Tramwaj Wodny, Bazylika Mniejsza, Spichrze nad Brdą, Stary Rynek z katedrą, Śródmieście z dzielnicą muzyczną, Kanał Bydgoski ze śluzami.

### Turystyczne nagrody i wyróżnienia
Po 2010 roku Bydgoszcz otrzymała szereg nagród i wyróżnień w zakresie turystyki, m.in.:
- Tytuł Wydarzenie Muzealne Roku Sybilla 2011 w kategorii wystawy techniki dla Exploseum Centrum Techniki Wojennej DAG Fabrik Bromberg przyznany przez Ministerstwo Kultury i Dziedzictwa Narodowego[11];
- Certyfikat Najlepszy Produkt Turystyczny 2012 dla Wyspy Młyńskiej nadany przez Polską Organizację Turystyczną[12];
- Bydgoszcz wśród 10 najlepszych celów podróży w Polsce w 2013 roku według największej na świecie witryny turystycznej Tripadvisor[13];
- Nominacja do 7 nowych Cudów Polski 2013 dla Muzeum Mydła i Historii Brudu w Bydgoszczy – miesięcznik National Geographic Traveler[14];
- Certyfikat „Gmina Przyjazna Turystom” przyznany w 2014 roku miastu Bydgoszczy przez Pismo Samorządu Terytorialnego „Wspólnota” wraz z PTTK[15];
- Bydgoszcz uznana za 5 najpiękniejsze miasto w Polsce w 2014 roku według rankingu Poland Sotheby’s International Realty – platformy dla agencji pośredniczących w handlu nieruchomościami o statusie luksusowych na całym świecie[16].
- W 2015 roku Exploseum w Bydgoszczy zostało włączone do Europejskiego Szlaku Dziedzictwa Przemysłowego, zyskując rangę tzw. punktu kotwicznego, jednego z 6 w Polsce i 77 w Europie – miejsca industrialne o ponadregionalnym znaczeniu dla przemysłowej historii Europy i o dużym potencjale turystycznym[17]
- Bydgoszcz 8 najlepszym celem podróży w Polsce w 2015 roku według Tripadvisor[18] (najwyżej ocenione miejsce w regionie kujawsko-pomorskim);
- Muzeum Mydła i Historii Brudu w Bydgoszczy ulokowane w 2015 roku przez National Geographic Traveler na pierwszym miejscu wśród pięciu najciekawszych muzeów w Polsce[19]
- Szlak Wody, Przemysłu i Rzemiosła TeH2O w Bydgoszczy zdobywa prestiżową nagrodę w konkursie Tourism Trends Awards 2016 oraz nominację w konkursie World Travel Awards 2016[20]
- Bydgoszcz 5 najlepszym celem podróży w Polsce w 2017 roku według Tripadvisor[21] (najwyżej ocenione miejsce w regionie kujawsko-pomorskim, m.in. przed Poznaniem, Toruniem);
- Muzeum Mydła i Historii Brudu uzyskało tytuł „Najlepszego Produktu Turystycznego” w regionie oraz (wśród 9 innych) tytuł Najlepszego Produktu Turystycznego w Polsce w 2017[22].
- Bydgoszcz 8 najlepszym celem podróży w Polsce w 2019 roku według Tripadvisor[23] (najwyżej ocenione miejsce w regionie kujawsko-pomorskim)
- Bydgoszcz na 10. miejscu konkursu Najlepszego Europejskiego Celu Podróży 2020 (jedyne polskie miasto)[24][25]

### Certyfikowane produkty turystyczne

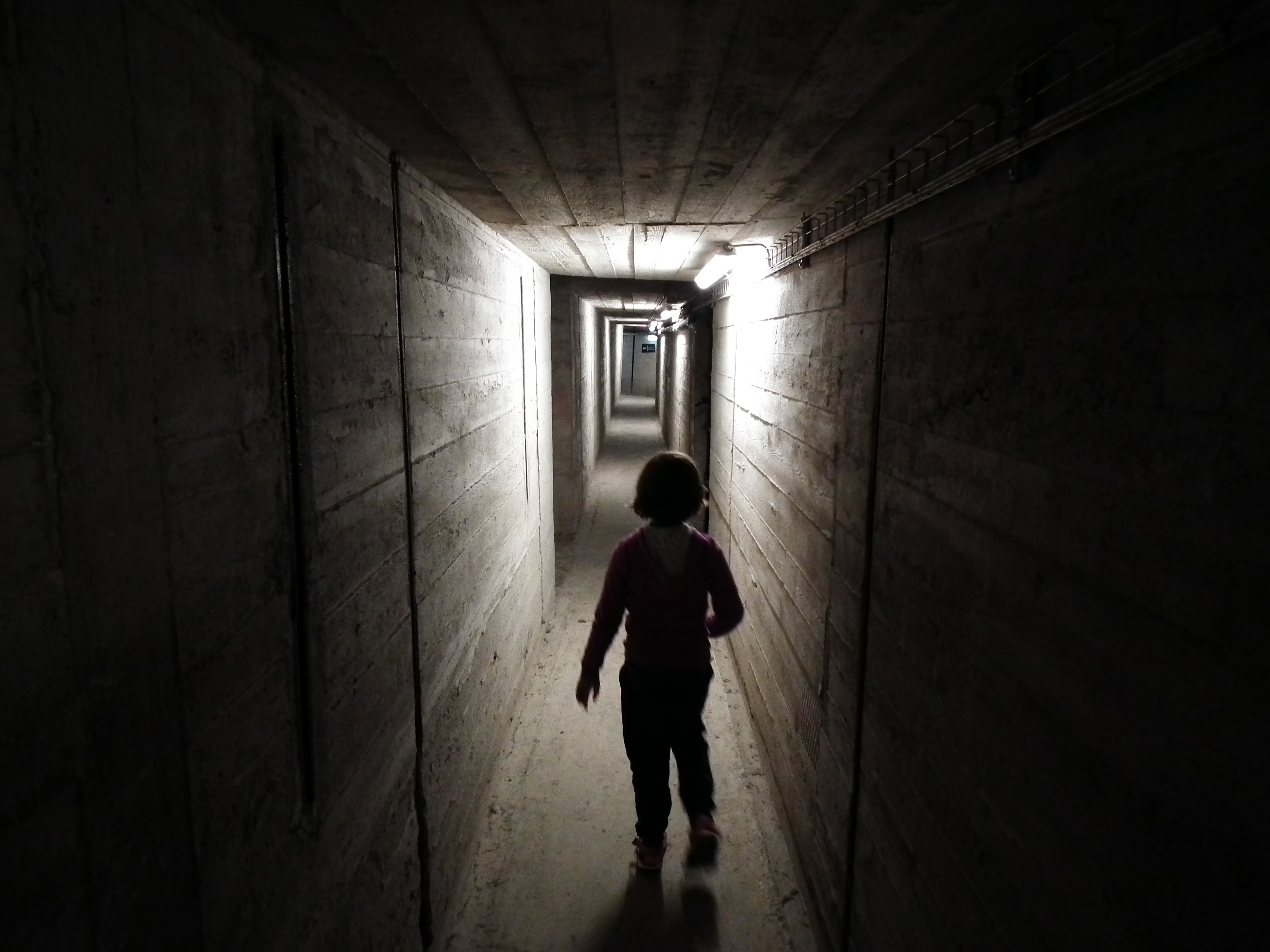
Podziemna trasa turystyczna w Exploseum w Bydgoszczy

Certyfikaty przyznawane przez Polską Organizacja Turystyczną od 2003 roku (po 10 obiektów rocznie) są gwarancją produktu turystycznego najwyższej jakości, kompleksowego i innowacyjnego. W kraju tytuł ten posiada ok. 100 atrakcji związanych z zabytkami, kulturą, wypoczynkiem, rekreacją, zabawą i nauką. Do 2017 roku Certyfikaty POT (tzw. Turystyczne Oscary) uzyskały następujące produkty turystyczne z Bydgoszczy:
- Camerimage (2009) – Międzynarodowy Festiwal Sztuki Autorów Zdjęć Filmowych, poświęcony sztuce operatorów filmowych.
- Wyspa Młyńska w Bydgoszczy (2012) – przestrzenne i turystyczne serce Bydgoszczy, zielona enklawa pełna muzeów, otoczona bulwarami, jazami i kaskadami wodnymi, połączona kładkami ze Starym Miastem i Operą Nova.
- Wielka Pętla Wielkopolski (2015) – wodny szlak turystyczny o długości 688 km, prowadzący Wartą, Notecią, jeziorem Gopło oraz kanałami: Ślesińskim, Górnonoteckim i Bydgoskim, oferujący przyrodnicze i kulturowe atrakcje Wielkopolski, ziemi lubuskiej oraz Krajny i zachodnich Kujaw; szlak prowadzi przez zachodnie obrzeża Bydgoszczy; wzdłuż trasy znajdują się dwa parki narodowe i osiem krajobrazowych oraz 35 marin i przystani
- Exploseum w Bydgoszczy (2016)[29] – innowacyjne muzeum fabryki materiałów wybuchowych III Rzeszy wraz z podziemną trasą turystyczną prowadzoną w bunkrach zamaskowanych w Puszczy Bydgoskiej
- Muzeum Mydła i Historii Brudu w Bydgoszczy (2017) – interaktywne muzeum przedstawiające jak ludzkość radziła sobie z higieną i utrzymaniem czystości; goście mogą samemu tworzyć kompozycje mydeł.

### Główne atrakcje według wskazań turystów
Według największej na świecie witryny turystycznej TripAdvisor, w której zamieszczane są opinie turystów odwiedzających miliony miejsc na całym świecie, w latach 2012–2017 Bydgoszcz wskazywana była wśród 10 najlepszych miejskich celów podróży w Polsce. Według danych serwisu w latach 2012–2018 najpopularniejszymi atrakcjami Bydgoszczy były:
| Atrakcja turystyczna                                   | Popularność | % ocen doskonałych i bardzo dobrych | % ocen doskonałych | Typ obiektu turystycznego                         |
| ------------------------------------------------------ | ----------- | ----------------------------------- | ------------------ | ------------------------------------------------- |
| Wyspa Młyńska i Wenecja Bydgoska                       | 335         | 97                                  | 70                 | zabytek, architektura, park, hydrotechnika, muzea |
| Przechodzący przez rzekę                               | 260         | 90                                  | 56                 | rzeźba zawieszona nad rzeką                       |
| Muzeum Mydła i Historii Brudu w Bydgoszczy             | 206         | 95                                  | 75                 | muzeum interaktywne                               |
| Stary Rynek w Bydgoszczy                               | 186         | 82                                  | 67                 | urbanistyka, architektura                         |
| Stare Miasto w Bydgoszczy                              | 134         | 89                                  | 49                 | urbanistyka, architektura                         |
| Leśny Park Kultury i Wypoczynku                        | 123         | 89                                  | 67                 | park, przyroda, rekreacja                         |
| Kanał Bydgoski                                         | 68          | 99                                  | 58                 | hydrotechnika, park                               |
| Exploseum w Bydgoszczy                                 | 66          | 95                                  | 74                 | muzeum                                            |
| Bazylika św. Wincentego à Paulo w Bydgoszczy           | 60          | 94                                  | 63                 | zabytek, świątynia                                |
| Fontanna Potop                                         | 51          | 99                                  | 82                 | fontanna, rzeźby oblewane wodą                    |
| Katedra św. Marcina i Mikołaja w Bydgoszczy            | 50          | 100                                 | 74                 | zabytek, świątynia                                |
| Poczta Główna w Bydgoszczy                             | 47          | 86                                  | 48                 | architektura                                      |
| Ławeczka Mariana Rejewskiego w Bydgoszczy              | 45          | 92                                  | 66                 | rzeźba                                            |
| Opera Nova                                             | 41          | 89                                  | 80                 | kultura, architektura, waterfront                 |
| Wieża ciśnień w Bydgoszczy                             | 40          | 88                                  | 61                 | architektura, galeria widokowa na szczycie        |
| Ulica Mostowa w Bydgoszczy                             | 38          | 95                                  | 34                 | urbanistyka, architektura                         |
| Pan Twardowski                                         | 34          | 81                                  | 46                 | rzeźba multimedialna                              |
| Pomnik Kazimierza Wielkiego w Bydgoszczy               | 34          | 83                                  | 57                 | pomnik                                            |
| Filharmonia Pomorska wraz z Dzielnicą Muzyczną         | 32          | 100                                 | 72                 | kultura, rzeźby, park                             |
| Spichrze w Bydgoszczy                                  | 30          | 94                                  | 48                 | architektura, waterfront, muzea                   |
| Plac Wolności w Bydgoszczy                             | 30          | 97                                  | 36                 | urbanistyka, architektura                         |
| Ogród Botaniczny w Bydgoszczy                          | 28          | 94                                  | 73                 | park, przyroda                                    |
| Muzeum Wojsk Lądowych                                  | 26          | 97                                  | 82                 | muzeum                                            |
| Muzeum Okręgowe im. Leona Wyczółkowskiego w Bydgoszczy | 25          | 100                                 | 56                 | muzea                                             |
| Łuczniczka                                             | 19          | 85                                  | 54                 | rzeźba, park                                      |

### Rys historyczny

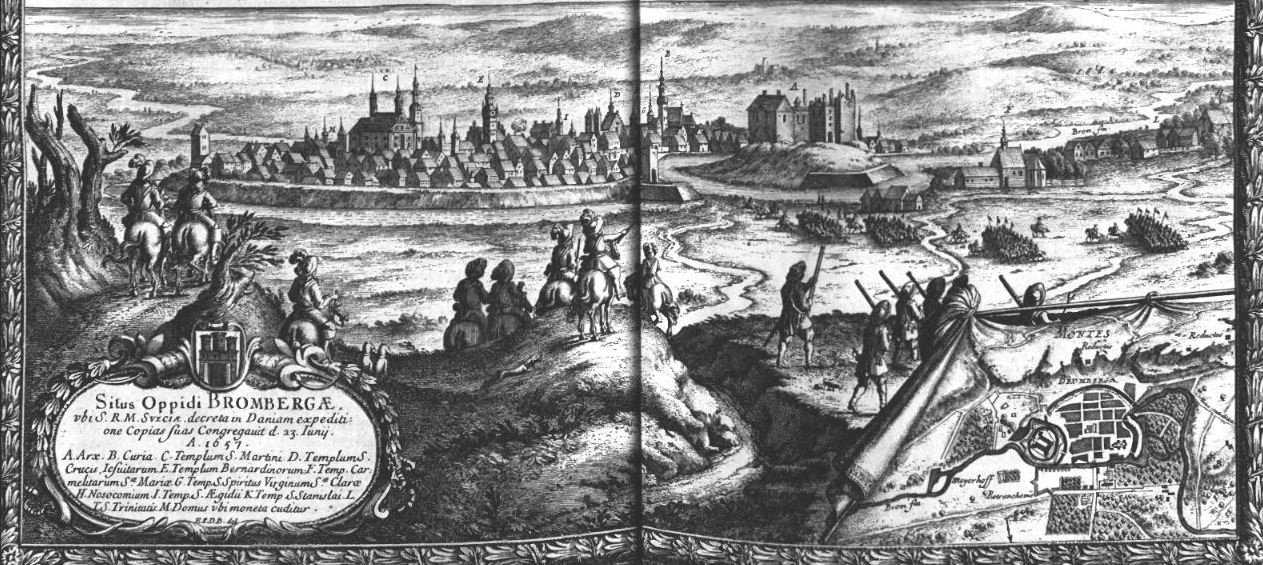
Bydgoszcz w 1657 roku wraz z zamkiem – reprodukcja sztychu Erika Dahlberga

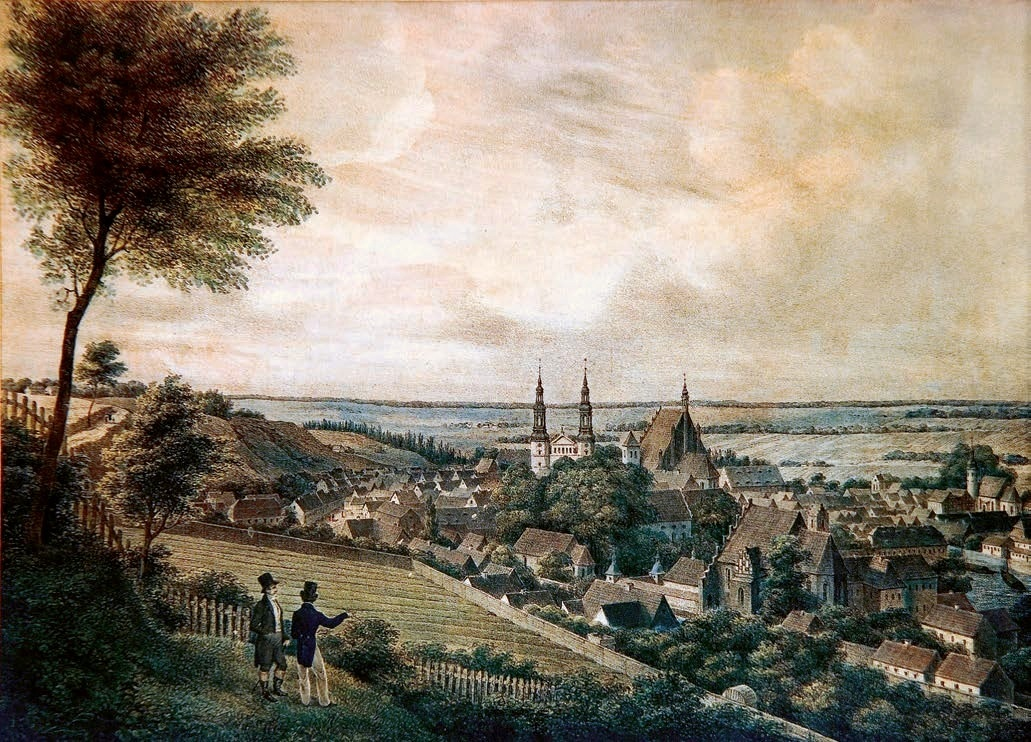
Panorama Bydgoszczy z 1838 roku – reprodukcja obrazu J.C. Cederholma

W XIX wieku formą rozrywki i rekreacji mieszkańców Bydgoszczy i okolic były majówki w atrakcyjnych miejscach: plantach nad Kanałem Bydgoskim, Dolinie Pięciu Stawów, Lesie Gdańskim i Bielickim, Myślęcinku, Rynkowie, Smukale, Brdyujściu. Koleją udawano się do miejsc bardziej oddalonych, położonych wśród rzek, jezior i lasów m.in. do: Brzozy, Chmielnik, Borówna, Ostromecka, Koronowa. Rolę turystyczną w latach 1895–1967 odgrywała wąskotorowa Bydgoska Kolej Powiatowa, łącząca miejscowości w północno-zachodniej części powiatu bydgoskiego. Początki zorganizowanej działalności turystycznej wiążą się z niemieckimi organizacjami: Bund Deutscher Wandervogel i Deutscher Wanderverein oraz polskim Towarzystwem Gimnastycznym „Sokół” (od 1886) oraz działalnością skautową. Na początku XX wieku istniało w Bydgoszczy ok. 14 hoteli.
W 1920 roku założono bydgoski oddział Polskiego Towarzystwa Krajoznawczego, przekształcony w 1939 roku w oddział wojewódzki. W 1928 i 1937 organizował on w Bydgoszczy zjazdy ogólnokrajowe PTK, a także prowadził schronisko turystyczne przy Nowym Rynku 1, kursy dla przewodników, wycieczki, odczyty, wystawy, znakował szlaki turystyczne m.in. w Borach Tucholskich. W okresie międzywojennym funkcjonowały także: Polski Touring Klub oddział w Bydgoszczy (od 1928), Pomorski Automobilklub w Bydgoszczy (od 1928), Bydgoski Klub Narciarzy (od 1932), Polskie Towarzystwo Tatrzańskie oddział Pomorski w Bydgoszczy (od 1933), Związek Popierania Turystyki (od 1935). Od 1933 na Brdzie, Wiśle i Kanale Bydgoskim kursowały statki wycieczkowe oraz tramwaj wodny, a w 1937 zorganizowano pierwszy Międzynarodowy Spływ Kajakowy rzeką Brdą. W latach 1937–1939 przy dworcu kolejowym Bydgoszcz Główna działał Miejski Dom Turysty zorganizowany przez magistrat. W kilku latach przed II wojną światową organizowano również Tygodnie Bydgoszczy, które popularyzowały walory historyczne, krajoznawcze i gospodarcze miasta. W latach 1931–1939 uprawnienia przewodników turystycznych uzyskało w Bydgoszczy około 290 osób.
Po II wojnie światowej reaktywowano oddziały PTK (w 1946) i PTT (w 1947). W 1951 roku powstał w Bydgoszczy wojewódzki zarząd okręgu, oddział wojskowy, a także liczne zakładowe oddziały PTTK. Zajmowały się one organizacją turystyki krajoznawczej, górskiej, pieszej, kolarskiej, kajakowej, żeglarskiej i narciarskiej. W latach 1951–1954 z inicjatywy PTTK zbudowano stanice wodne w Dolinie Brdy (Sokole-Kuźnica, Swornegacie) oraz na Pojezierzu Brodnickim (Bachotek). W 1958 utworzono w Bydgoszczy pierwszą w kraju Wojewódzką Komisję Turystyki Wiejskiej, która inicjowała działalność sekcji turystycznych w LZS i kołach ZMW, w 1959 reaktywowano w Bydgoszczy Polskie Towarzystwo Schronisk Młodzieżowych, a w 1962 Radę Kultury Fizycznej i Turystyki. Działały także państwowe i spółdzielcze biura i przedsiębiorstwa turystyczne (Orbis, Brda, Turysta, Gromada itp.). W 1958 reaktywowano Międzynarodowe Spływy Kajakowe Brdą, a 1965 zapoczątkowano Międzynarodowe Zimowe Spływy na Brdzie.
W latach 60. XX w. rozpoczął się intensywny rozwój prywatnego budownictwa letniskowego w Bydgoszczy oraz w okolicach miasta na terenach położonych wzdłuż Brdy, jeziora Jezuickiego, Borówno, jezior rynny byszewskiej oraz Zalewu Koronowskiego. W Janowie k. Bydgoszczy powstała stanica wodna i pole campingowe, a nad jeziorami strzeżone kąpieliska. W latach 1963–1981 w Bydgoszczy funkcjonował Wojewódzki Ośrodek Informacji Turystycznej, od 1982 oddział Międzywojewódzki Centralnego Ośrodka Informacji Turystycznej obejmujący województwa: bydgoskie, pilskie, toruńskie i włocławskie, a od 1996 Regionalna Agencja Promocji Turystyki.
Od 1983 przy PTTK działała Regionalna Pracownia Krajoznawcza z biblioteką oraz Biuro Obsługi Ruchu Turystycznego. W 1991 założono Oddział Regionalny PTTK „Szlak Brdy”, który dzierżawił stanice wodne na szlakach kajakowych Brdy i Wdy w: Charzykowach, Janowie, Sokole-Kuźnicy, Swornegaciach, Gostycynie, Tleniu, Drzewiczu, wytyczał i administrował pieszymi i rowerowymi szlakami turystycznymi, których wytyczono od 1994 roku około 30 w okolicach Bydgoszczy. Niektórym z nich nadano za patronów osoby zasłużone dla miasta np. Leona Wyczółkowskiego, Tadeusza Janickiego, Stanisława Meysnera, Wojciecha Rzeźniackiego.
W 2006 powołano Bydgoską Lokalną Organizację Turystyczną (BYLOT) w ramach struktur Polskiej Organizacji Turystycznej. Od 2008 przejęła ona funkcję Miejskiego Centrum Informacji Turystycznej.

### Przewodniki po mieście

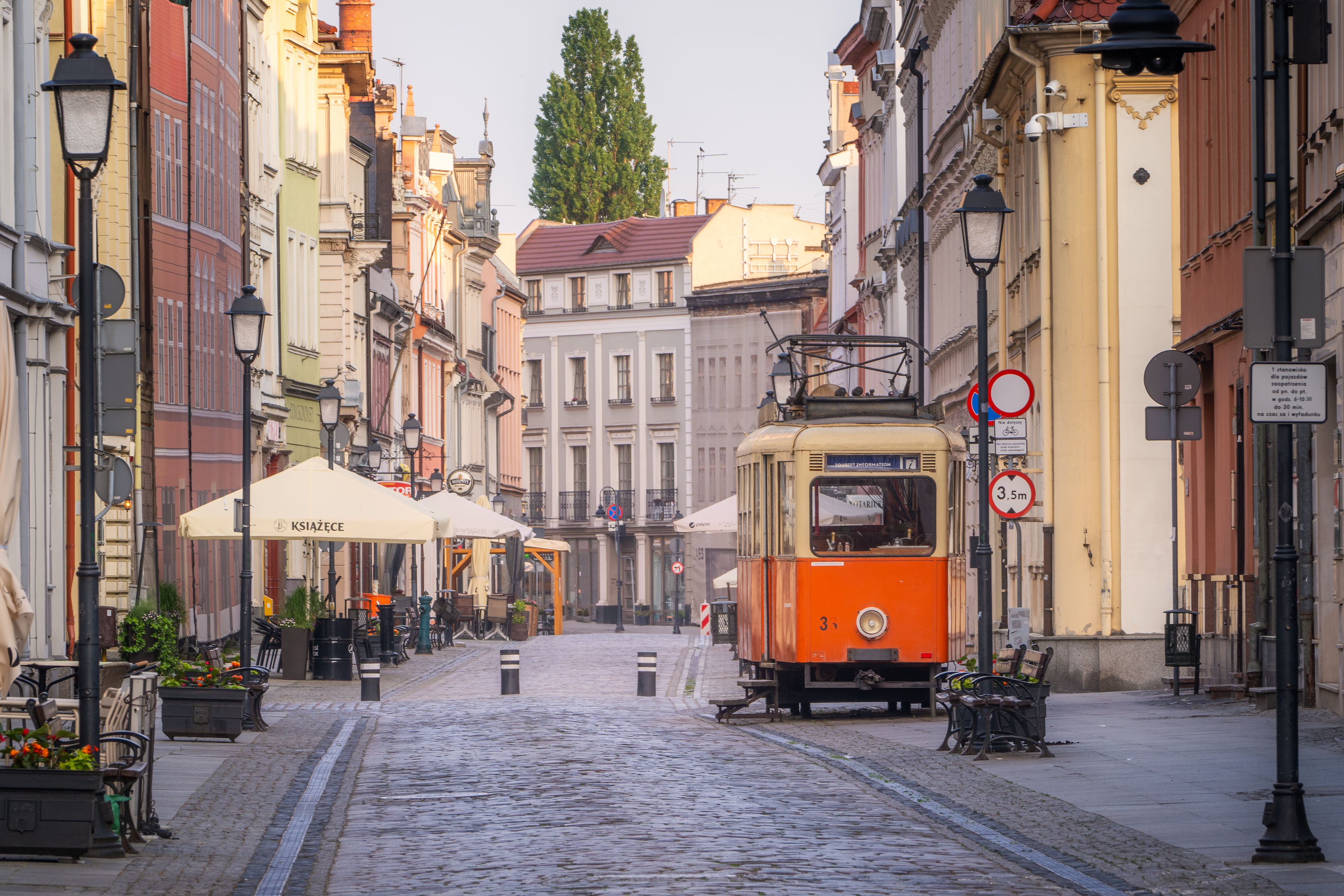
Stary Tramwaj na ulicy Długiej – punkt informacji turystycznej

Pierwsze przewodniki turystyczne po Bydgoszczy wydano w okresie zaboru pruskiego w języku niemieckim w latach 1902–1914 (wersje online: 1902 1905 1909 1910 1914). Pierwszy polski przewodnik wydał Stanisław Łabędziński w 1920 roku (online), w 1926 Józef Żernicki (online) w 1929 – Konrad Oktawiusz Fiedler i Jerzy Mozolewski (online), w 1930 – Komisja Popierania Turystyki (online), a w 1938 – Wojciech Rzeźniacki. Wydawano nadal przewodniki niemieckie (1928). W czasie okupacji wydano dwa przewodniki w latach 1940–1941 (1941). Po II wojnie światowej ukazało się kilkanaście publikacji mających charakter przewodników lub informatorów. Ich autorami byli m.in. Janusz Kołodziejczyk (online), Edward Szmańda, Janusz Umiński.

### Instytucje związane z turystyką
W Bydgoszczy istnieje wiele instytucji związanych z turystyką. Do bardziej znanych należy miejski oddział PTTK „Szlak Brdy”, który oferuje usługi przewodnickie w jęz. polskim, niemieckim, angielskim i rosyjskim, organizuje spływy kajakowe Brdą i Wdą oraz imprezy turystyki pieszej i kolarskiej. Placówką, w której można uzyskać informację o ofercie turystycznej miasta, muzeach, imprezach kulturalnych i sportowych oraz bazie hotelowej jest Bydgoskie Centrum Informacji mieszczące się przy ul. Batorego 2 (wejście od ul. Niedźwiedzia 2 – ulicy bocznej od Starego Rynku). Można tu także zakupić przewodniki, albumy, mapy, pocztówki, koszulki i inne pamiątki z Bydgoszczy oraz wypożyczyć rowery. W miejscu tym mieści się również Biuro Kongresów (Bydgoszcz Convention Bureau), które posiada rekomendację Polskiej Organizacji Turystycznej. Funkcję punktu informacji turystycznej w sezonie letnim pełni również Stary Tramwaj ustawiony na ulicy Długiej, tzw. Bydgoski Wehikuł Czasu. Obsłudze przewodnickiej turystów przyjeżdżających do Bydgoszczy, a także obsługi wycieczek szkolnych, grup zorganizowanych i gier miejskich służy Biuro Turystyki visite.pl (www)

### Oznakowanie strefy turystycznej

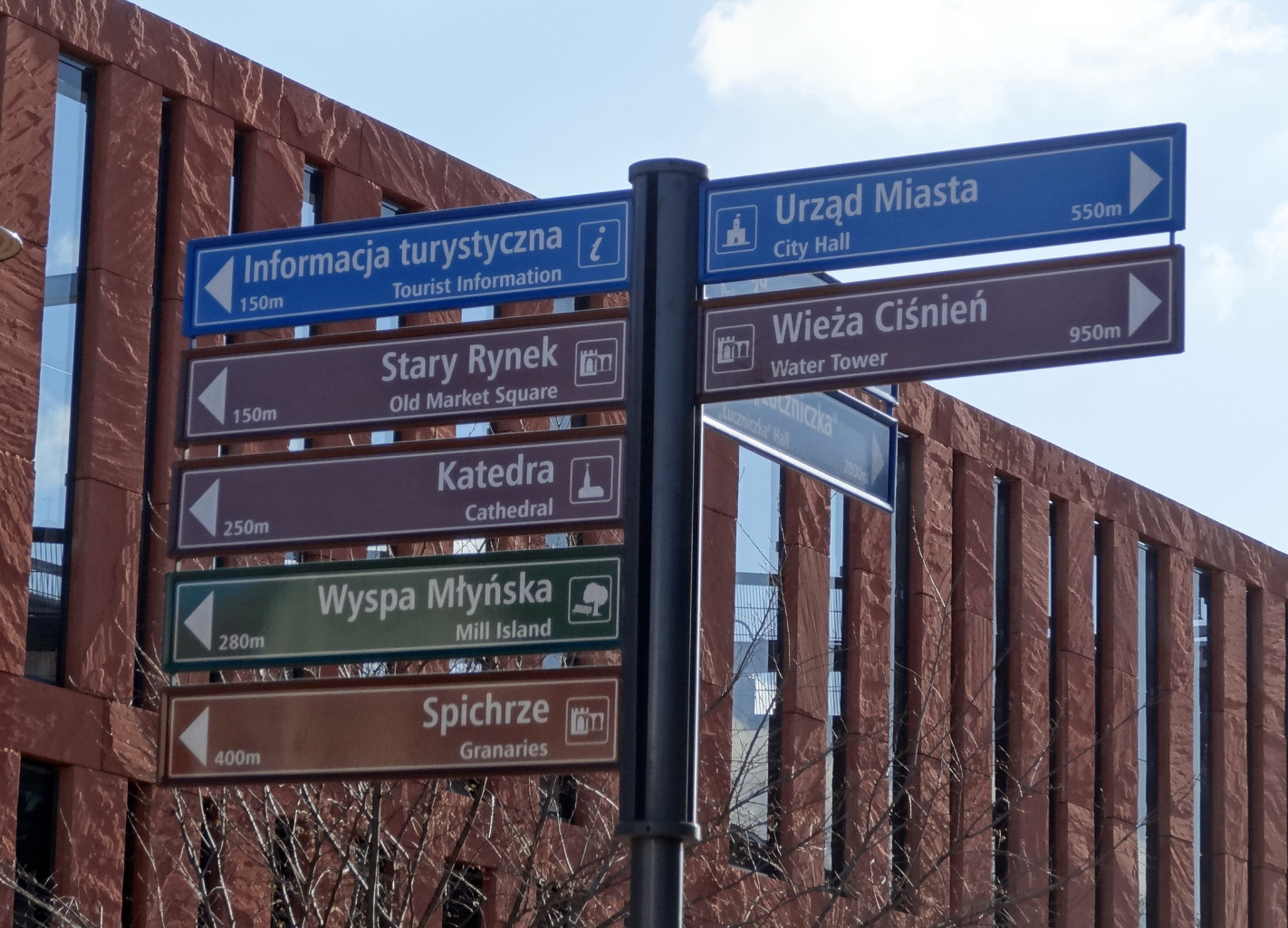
Oznakowanie na Starym Mieście w Bydgoszczy

Strefa śródmiejska Bydgoszczy jako obszar penetracji turystycznej została oznakowana w specjalny sposób w porównaniu do pozostałych rejonów miasta. W skład oznakowania wchodzą m.in.:
- tablice informacyjne i rozprowadzające do obiektów i miejsc zabytkowych
- tablice o patronach lub nazwach ulic, placów, obiektów
- elementy małej architektury: pomniki i rzeźby, makiety nieistniejących obiektów np. zamku bydgoskiego, płaskorzeźba miasta lokacyjnego itp.
- samoobsługowe urządzenia multimedialne – infomaty i infokioski, wyposażone w ekrany dotykowe służący do prezentacji informacji turystycznej, rozkładów jazdy komunikacji publicznej, bazy noclegowej itp.

### Turystyka biznesowa
Bydgoszcz jako duży ośrodek gospodarczy jest miejscem organizacji różnorodnych spotkań, targów i szkoleń oraz turystyki biznesowej. Centrum Kongresowe Opery Nova położone w centrum miasta tuż przy Wyspie Młyńskiej umożliwia organizację spotkań dla 1500 osób. Od 2015 roku czynne jest Bydgoskie Centrum Targowo-Wystawiennicze zlokalizowane przy Leśnym Parku Kultury i Wypoczynku o przestani wystawienniczej 11 tys. m² i konferencyjnej na 720 osób. Uzupełnieniem oferty organizacji spotkań są hale sportowo-widowiskowe (HSW Łuczniczka – 6 tys., Artego Arena – 1,5 tys. miejsc), sale widowiskowe Filharmonii Pomorskiej, Teatru Polskiego, Miejskiego Centrum Kultury, multipleksów, czy też hoteli oraz uczelni.
Międzynarodowe połączenia komunikacyjne zapewnia Port Lotniczy Bydgoszcz im. Ignacego Jana Paderewskiego, który dzięki współpracy z liniami Lufthansa, łączy region z największym niemieckim lotniskiem we Frankfurcie nad Menem.
W ramach Bydgoskiego Centrum Informacji funkcjonuje Biuro Kongresów i Konferencji (Bydgoszcz Convention Bureau), którego zadaniem jest wspieranie rozwoju turystyki biznesowej na szczeblu lokalnym i regionalnym.

#### Statystyki turystyki biznesowej
Według raportu Polskiej Organizacji Turystycznej, w roku 2015 odbyło się w Bydgoszczy 1061 wydarzeń o charakterze kongresów, konferencji, targów, spotkań korporacyjnych i motywacyjnych, co stanowiło około 3% rynku tego typu usług w kraju i 97% w województwie kujawsko-pomorskim. Bydgoszcz stanowiła 7. pod względem popularności w kraju miejsce spotkań biznesowych (po Warszawie, Krakowie, Gdańsku, Poznaniu, Wrocławiu i Katowicach). W latach 2011–2015 popularność Bydgoszczy jako ośrodka turystyki biznesowej wzrosła dwukrotnie (w 2011 – 496 spotkań; 2% rynku krajowego; w 2014 – 1061). Do największych targów w Bydgoszczy i województwie kujawsko-pomorskim należą Wod-Kan, w których uczestniczy ok. 400 wystawców z całego świata oraz 10 tys. zwiedzających.

### Turystyka sportowa
W Bydgoszczy rozgrywanych jest corocznie szereg imprez sportowych o krajowym i międzynarodowym zasięgu, w których uczestniczą tysiące zawodników i kibiców. Do ważniejszych należą m.in. Wielka Wioślarska o Puchar Brdy, Grand Prix Polski na żużlu (1998, 1999, 2001–2010), Mistrzostwa Świata Juniorów w Lekkoatletyce (2008, 2016), Młodzieżowe mistrzostwa Europy w lekkoatletyce (2003, 2017), Mistrzostwa Świata w Biegach Przełajowych (2010, 2013), Mistrzostwa Europy w Piłce Siatkowej Kobiet 2009, Mistrzostwa Europy w Koszykówce Mężczyzn 2009, Mistrzostwa Europy w Koszykówce Kobiet 2011, Mistrzostwa Świata w Piłce Siatkowej Mężczyzn 2014, Mistrzostwa Świata w Karate Shōtōkan (2007, 2016), Mistrzostwa Europy U-21 w Piłce Nożnej 2017.
Odbywają się także masowe imprezy sportowe: maratony, biegi uliczne, przełajowe, nordic walking, rajdy rowerowe, zawody pływackie itp.. Imprezy te mają dogodną bazę w postaci największego parku w Polsce: LKPiW Myślęcinek, rozległych, otaczających miasto lasów, czy czystej rzeki w środku miasta, która umożliwia pływanie i sporty wodne.

## Oferta turystyczna i krajoznawcza Bydgoszczy

### Najważniejsze zabytki
Ważniejsze zabytki Bydgoszczy:
- Z okresu staropolskiego[45]:

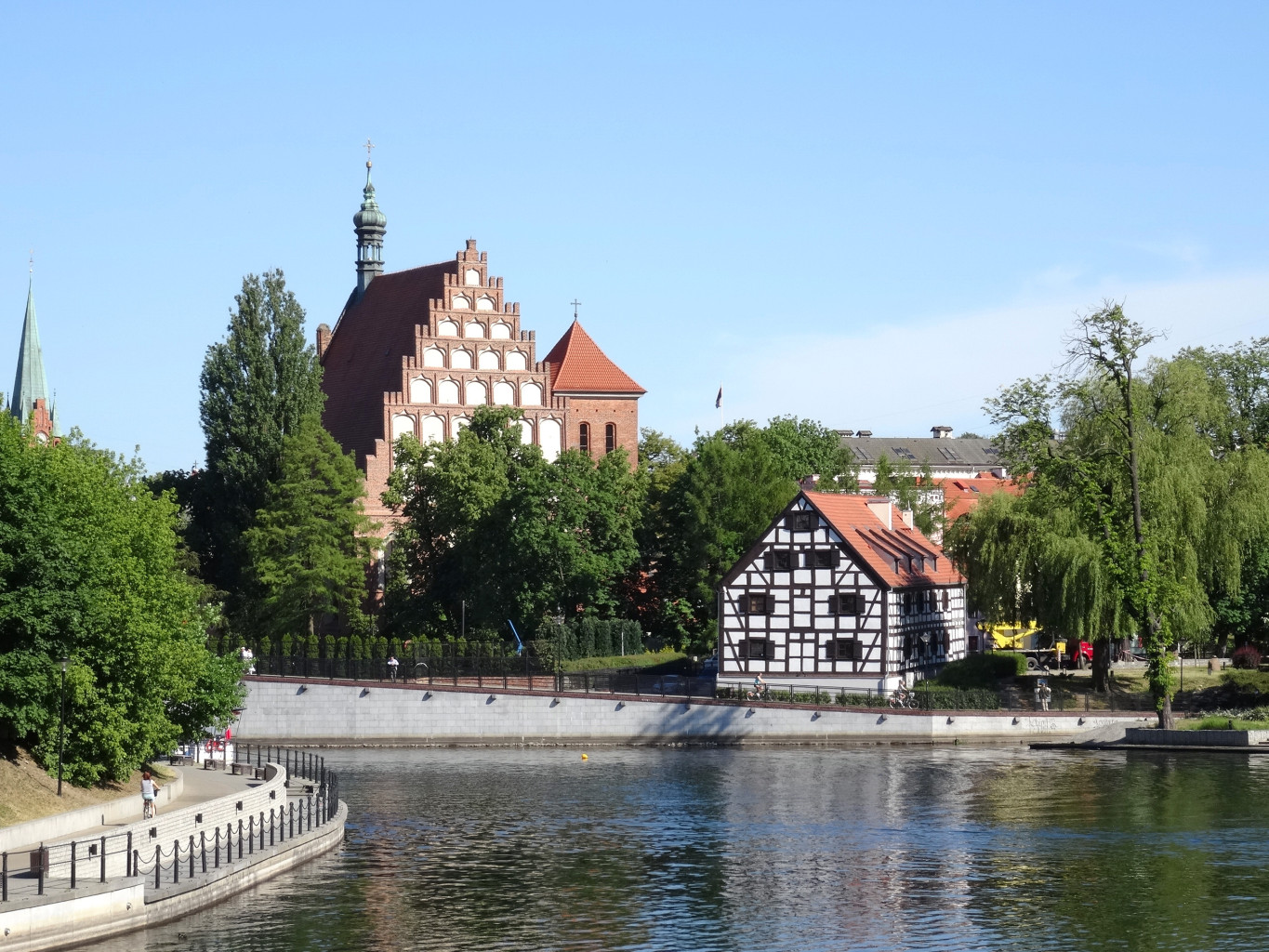
Katedra (XV w.) oraz Biały Spichlerz (XVIII w.) od strony Brdy

  - Katedra św. Marcina i Mikołaja – gotycka (XIV–XV w.)
  - Kościół pobernardyński NMP Królowej Pokoju – gotycki (1545-1557)
  - Kościół klarysek Wniebowzięcia NMP – gotycko-renesansowy (1582-1618)
  - Fragmenty murów miejskich (XV w.)[46]
  - Budynek Kolegium Jezuickiego – wzniesiony w latach 1644–1653; od 1879 pełni rolę ratusza
- Zabytkowe spichrze[45]:
  - Spichrze nad Brdą – wzniesione w XVIII w., w tym tzw. spichrz holenderski
  - Biały Spichlerz – posiada gotycką piwnicę z XV w., szachulec z 1789 roku
  - Spichlerz Stary Port – na nabrzeżu Brdy z 1835 roku
  - Karczma Młyńska – na Wyspie Młyńskiej z 1835 roku
  - Czerwony Spichlerz – nad Młynówką z 1861 roku
  - Młyny Rothera – z połowy XIX w.
  - Cerkiew św. Mikołaja – dawny szachulcowy spichlerz, w 1980 zaadaptowany na cerkiew prawosławną
- Zabytki hydrotechniczne[47]:

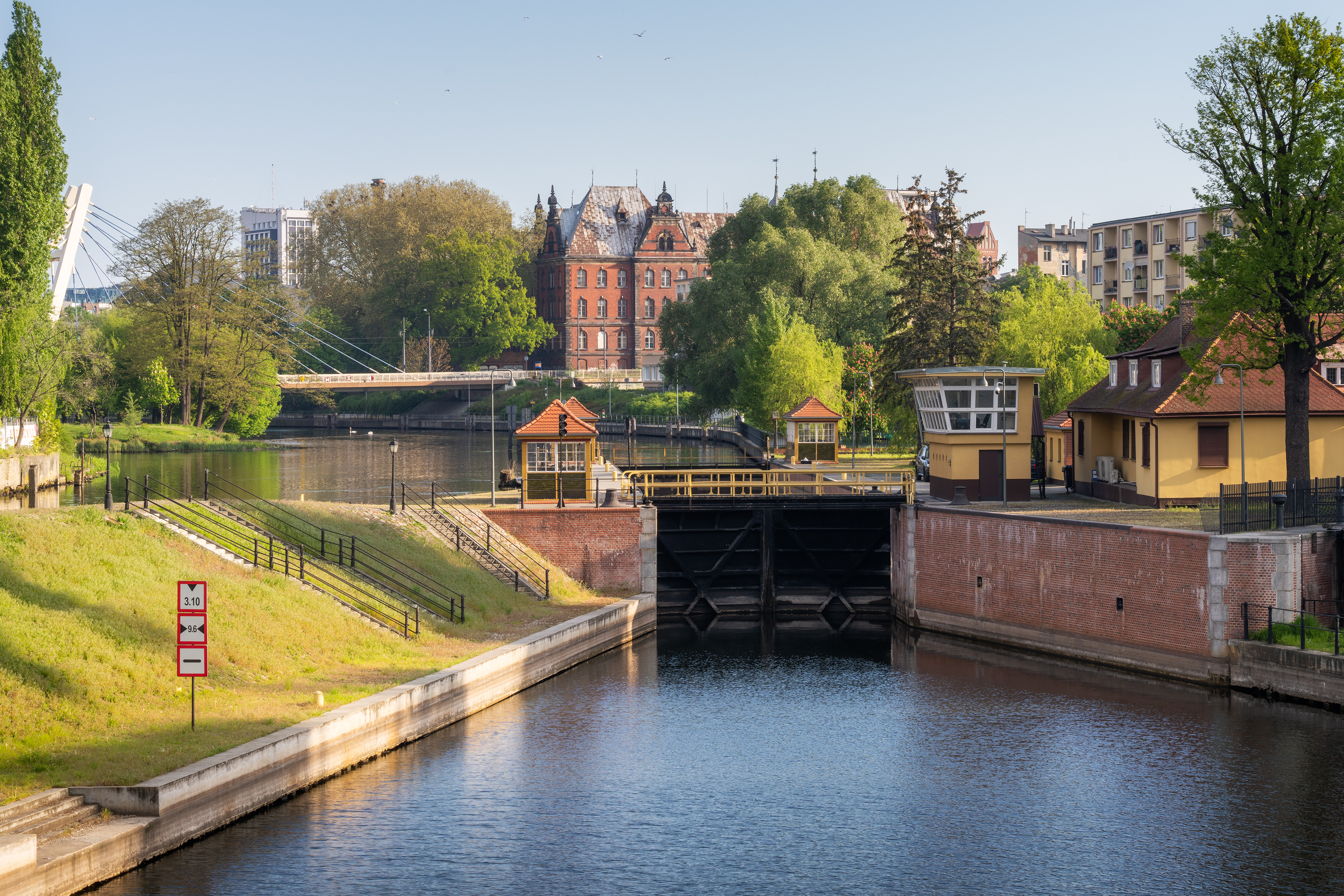
Śluza Miejska

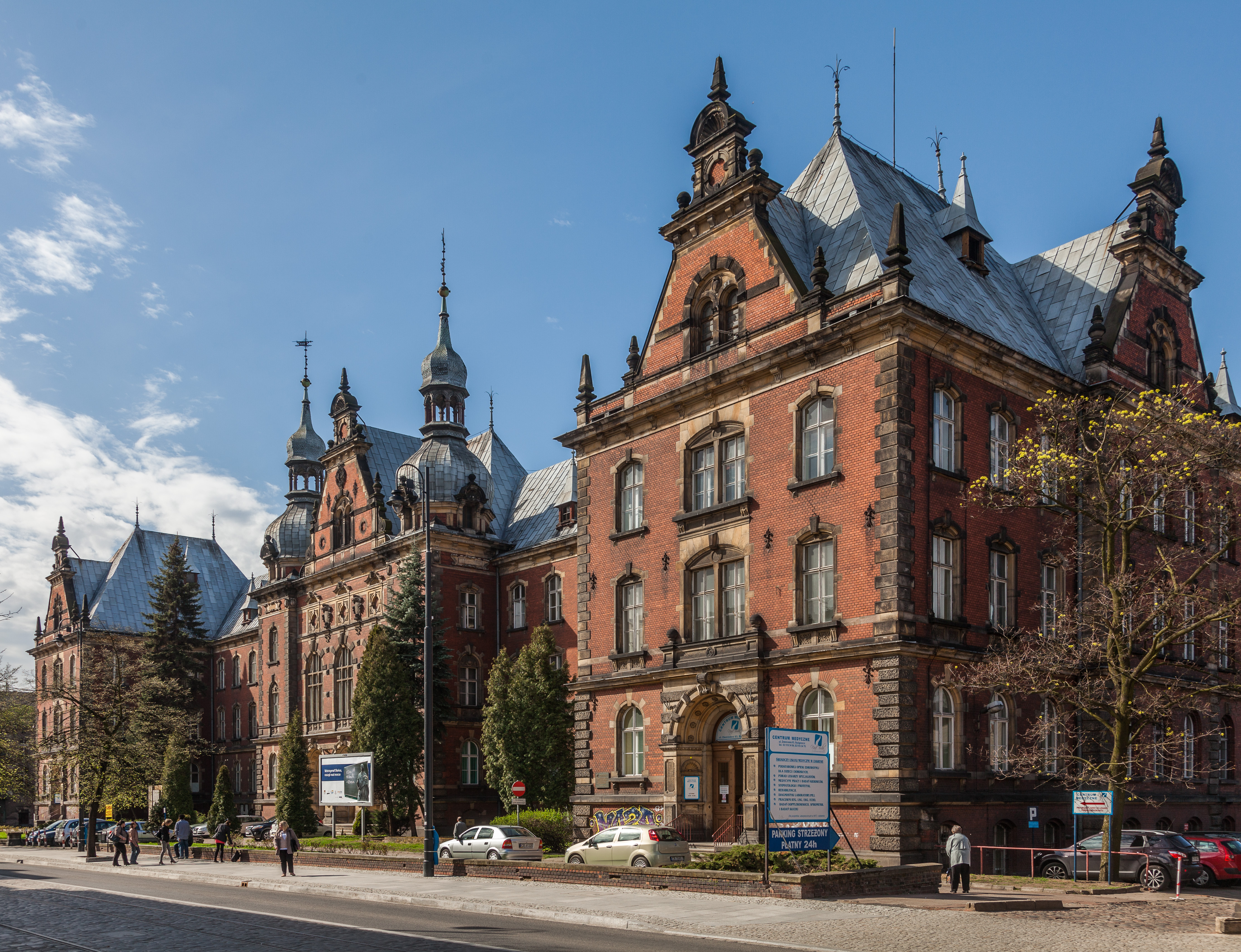
Budynek Dyrekcji Kolei Wschodniej

- - Kanał Bydgoski – zbudowany w 1774 roku, najstarsza czynna sztuczna droga wodna w Polsce, łącząca Wisłę i Odrę
  - Śluzy na Brdzie: Miejska, Brdyujście, Czersko Polskie
  - Śluzy na Kanale Bydgoskim: Okole, Czyżkówko, Prądy, Osowa Góra
  - Śluzy na Starym Kanale Bydgoskim: Wrocławska, Czarna Droga, Bronikowskiego
  - Jazy: Czersko Polskie, Farny, Ulgowy
- Okazałe budynki municypalne[45]:
  - Dyrekcja Kolei Wschodniej – ogromny gmach wzniesiony przy ulicy Dworcowej w latach 1886–1889 w stylu manieryzmu niderlandzkiego
  - Poczta Główna – neogotycki gmach wznoszony w dwu fazach w latach 1883–1899, odbijający swój wizerunek w Brdzie
  - Gmach Wojewódzkiej i Miejskiej Biblioteki Publicznej – wzniesiony w 1778 roku na potrzeby władz administracyjnych Obwodu Nadnoteckiego
  - Gmach Urzędu Wojewódzkiego – wzniesiony w latach 1834–1836 na potrzeby władz administracyjnych rejencji bydgoskiej
  - Gmach Sądu Okręgowego – wzniesiony w 1903 roku
  - Gmach Akademii Muzycznej – zbudowany w latach 1904–1906 przy parku Jana Kochanowskiego na siedzibę starostwa powiatowego
  - Zespół Instytutów Rolniczych – wzniesiony w latach 1903–1906 przy al. Ossolińskich budynki Instytutu Rolniczego im. cesarza Wilhelma
  - Budynek I L.O. – wzniesione w latach 1876–1877 na siedzibę Królewskiego Gimnazjum
  - Copernicanum – okazały budynek wzniesiony w latach 1905–1907 dla Miejskiej Szkoły Realnej
  - Budynek VI L.O. – wzniesiony w latach 1910–1912 dla szkoły żeńskiej
  - Budynek Zespołu Szkół Mechanicznych – wzniesiony w latach 1910–1911 na siedzibę Akademii Przemysłu Artystycznego
  - Pałacyk Lloyda – wzniesiony w latach 1885–1886 na siedzibę przedsiębiorstwa żeglugowego
- Neostylowe świątynie[45]:
  - Kościół św. Apostołów Piotra i Pawła – wzniesiony w latach 1872–1878 na placu Wolności
  - Kościół polskokatolicki – wzniesiony w 1864 przy ul. Śniadeckich pierwotnie zbór Zjednoczenia Apostolskiego
  - Zbór Metodystyczny – wzniesiony przy ul. Pomorskiej w 1883 roku
  - Kościół Zbawiciela – neogotycki; wzniesiony w latach 1896–1897 według projektu Heinricha Seelinga z Berlina
  - Kościół św. Andrzeja Boboli – dawna fara ewangelicka, wzniesiona w 1901 według projektu Heinricha Seelinga z Berlina
  - Kościół św. Józefa Rzemieślnika – wzniesiony w latach 1903–1906, pierwotnie ewangelicki
  - Kościół Miłosierdzia Bożego – wzniesiony w 1905 roku, pierwotnie ewangelicki
  - Kościół Najświętszego Serca Pana Jezusa – neobarokowy wzniesiony w latach 1910–1913
  - Kościół Trójcy Świętej – neobarokowy, wzniesiony w latach 1911–1913 ze składek Polaków
  - Kościół św. Wojciecha – wzniesiony w latach 1912–1913, pierwotnie ewangelicki
  - Bazylika Mniejsza św. Wincentego à Paulo – w formie rzymskiego Panteonu z 40-metrową kopułą
- Neostylowe kamienice i wille[45]:

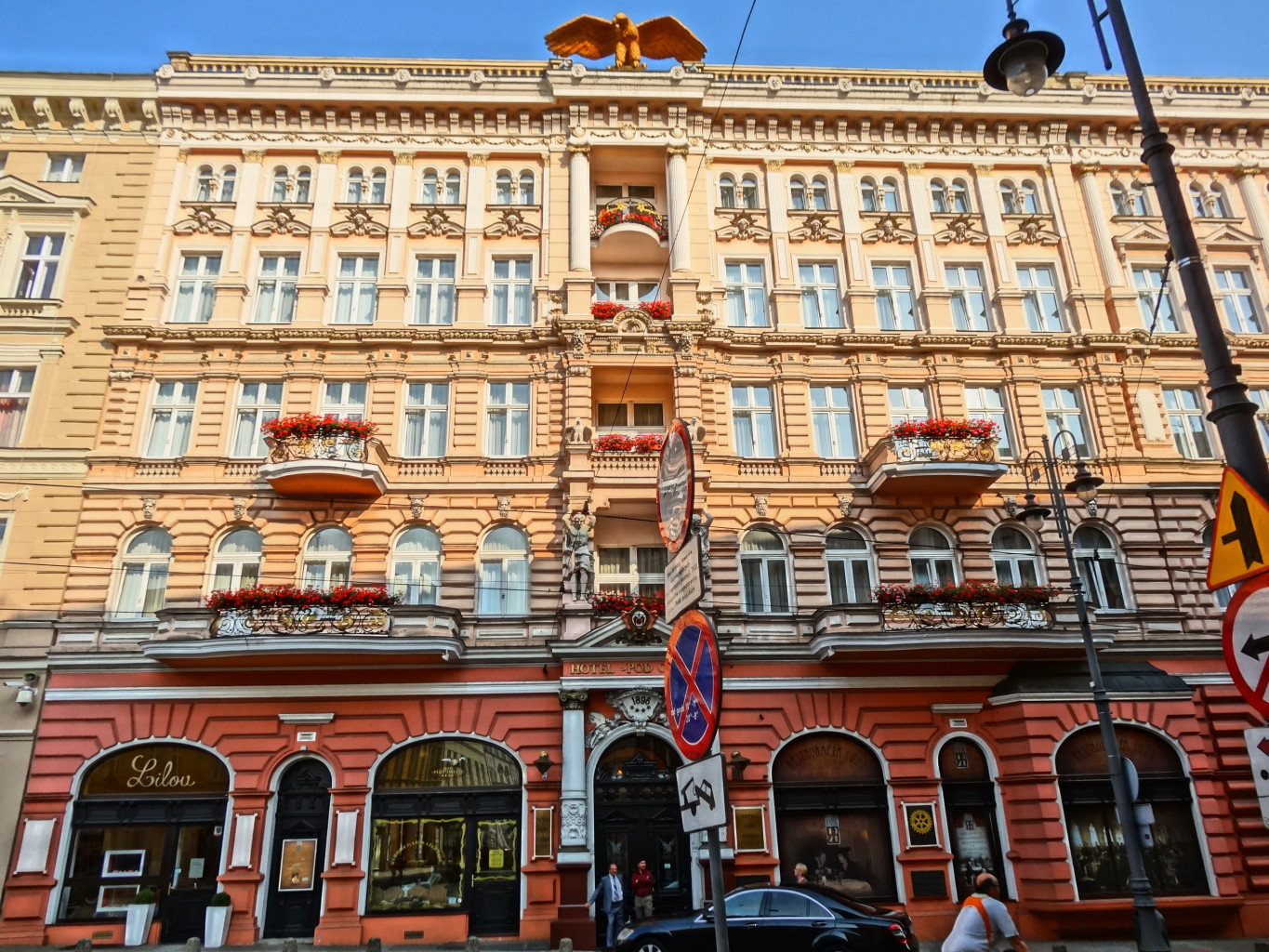
Hotel Pod Orłem (1896)

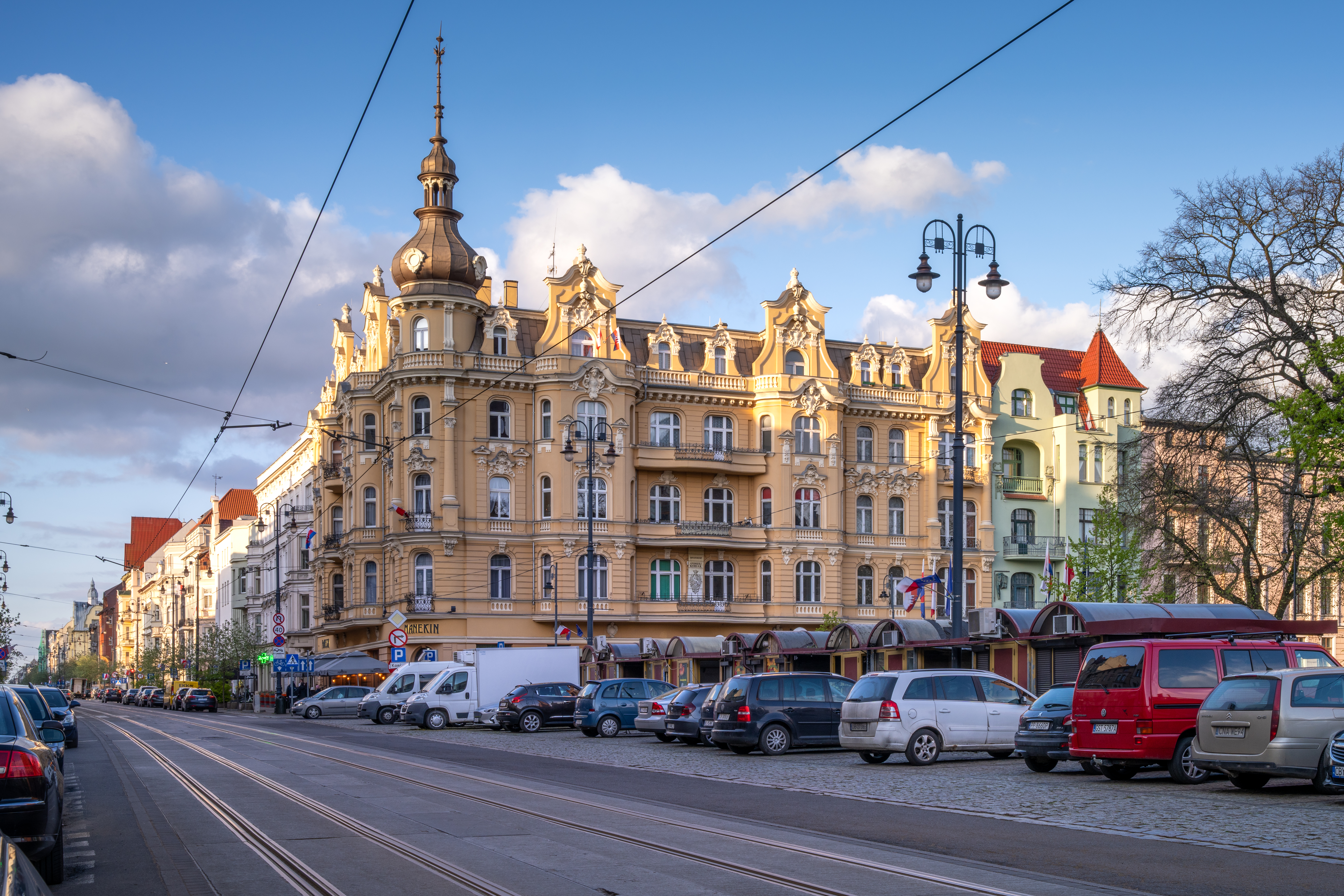
Kamienica pl. Wolności 1 (1898)

- - Hotel Pod Orłem – neobarokowy z 1896 roku, dzieło Józefa Święcickiego
  - Kamienica pl. Wolności 1 – neobarokowa z 1896 roku, dzieło Józefa Święcickiego
  - Kamienica Józefa Święcickiego – bogata w sztukaterie wzniesiona w 1894 przy ul. Gdańskiej
  - Willa Flora – przy ul. Gdańskiej z 1900–1904 wg proj. Hildebrandta z Berlina
  - Willa Wilhelma Blumwe – wzniesiona w latach 1900–1904 według projektu Hildebrandta z Berlina
  - Kamienica Emila Werckmeistra – zbudowana w latach 1910–1912 przy ul. Jagiellońskiej 4 według projektu Heinricha Seelinga z Berlina
  - Dom Towarowy Jedynak – pierwszy dom handlowy o konstrukcji żelbetowej z 1910 roku autorstwa Otto Waltera z Berlina
  - Zabudowa ulicy Cieszkowskiego (w całości) – jednorodny kompleks kamienic oddający ducha „bydgoskiej secesji” z okresu fin de siecle’u[48]
  - Zabudowa ulic: Długiej, Gdańskiej, Dworcowej, Pomorskiej, Mickiewicza i innych
- Zabytki postindustrialne[49]:
  - Wieża ciśnień – neogotycka, wzniesiona w 1899 roku
  - Miejska hala targowa – wzniesiona w 1904 w stylu neogotycko-modernistycznym
  - Młyny Kentzera – 4-kondygnacyjne młyny i spichlerze z 1862 roku, przekształcone w hotel „Słoneczny Młyn”
  - Garbarnia Buchholza – z lat 90. XIX w. przekształcona w kampus Wyższej Szkoły Gospodarki
  - Farbiarnia Wilhelma Koppa – fragment Wenecji Bydgoskiej, przekształcona w hotel Hilton
  - Rafineria spirytusu A Franke – z 1887 roku, jest elementem Wenecji Bydgoskiej
  - Fabryka Obrabiarek do Drewna – nieprzerwanie działająca od 1865 roku
  - Stara kaszarnia – przekształcona w elektrownię wodną „Kujawska”
  - Stara Drukarnia – w miejscu Drukarni Gruenauera, przekształcona w Bydgoskie Centrum Finansowe
  - Rzeźnia Miejska – wzniesione w latach 1890–1910; od 2006 część składowa kompleksu handlowo-rozrywkowego Focus Mall w Bydgoszczy
  - Stacja wodociągów Las Gdański w Bydgoszczy – z 1900 roku, mieści się w nim Muzeum Wodociągów

### Atrakcje związane z wodą
Bydgoszcz to węzłowy punkt w polskiej sieci śródlądowych dróg wodnych, styk dróg międzynarodowych E40 i E70. Bydgoski Węzeł Wodny to najcenniejszy walor i symbol tożsamościowy (genius loci) miasta Bydgoszczy. W skład węzła na terenie Bydgoszczy wchodzą cieki wodne o łącznej długości nabrzeży ok. 100 km. Związane z tym atrakcje to m.in.:
- Waterfront Bydgoszczy – cieki wodne przepływają przez Stare Miasto i Śródmieście Bydgoszczy; nad Brdą, Młynówką i Kanałem Bydgoskim uwagę przyciągają zabytki i nowoczesne budynki odbijające swe wizerunki w wodzie, np. XV-wieczna gotycka katedra, XVIII-wieczne Spichrze, budynek Poczty Głównej, Opera Nova, Szklane Spichrze, pałacyk Lloyda, Młyny Rothera, Młyny Kentzera, liczne kamienice, obiekty sportowe, mosty zabytkowe i nowoczesne (np. Uniwersytecki z 70-metrowymi pylonami), a także budynki wysokie: Nordic Haven (16 kondygnacji), River Towers (20 kondygnacji) i inne; rzeczna panorama Bydgoszczy szczególnie efektownie wygląda wieczorem i w nocy, gdy budowle są podświetlone[51]

- Wenecja Bydgoska – ciąg XIX-wiecznych kamienic sąsiadujących z nurtem Młynówki, które można podziwiać z Wyspy Młyńskiej, popularny plener dla malarzy w okresie międzywojennym i powojennym[52]
- Wyspa Młyńska – centrum miejskiej rozrywki i kultury, a zarazem oaza zieleni, wyposażona w liczne bulwary, obiekty hydrotechniczne, amfiteatr, łąkę i plażę miejską oraz zabytki i muzea; obowiązkowe miejsce pobytu turystów podczas zwiedzania Bydgoszczy
- Bulwary w Bydgoszczy – wyremontowany odcinek bulwarów nad Brdą na długości 4 km stanowi atrakcyjny ciąg spacerowy i rowerowy wyposażony w szereg elementów małej architektury, np. chodnikowe fontanny, rzeźby: Przechodzącego przez rzekę, Flisaka, Trzy Gracje, park polerów, mostki wiodące na Wyspę Młyńską, śluzę workową, przystań dla jachtów i wypożyczalnię sprzętu wodnego; odcinek bulwarów nad Brdą na wschód od Starego Miasta to tzw. „dzielnica wioślarzy”, gdzie rozmieszczone są zabytkowe (z okresu międzywojennego) i nowoczesne siedziby bydgoskich klubów sportów wodnych, oraz hale sportowe: Łuczniczka, Artego Arena i Torbyd, a rzeka tętni życiem trenujących wioślarzy i kajakarzy; istnieją również bulwary nad Kanałem Bydgoskim, a w fazie budowy – bulwar nad Wisłą; w latach 2019–2020 planowana jest przebudowa bulwarów nad Brdą na wschód od Starego Miasta na długości 3 km, a następnie budowa kolejnego odcinka bulwarów o długości ok. 3 km od mostu Pomorskiego do kartodromu.

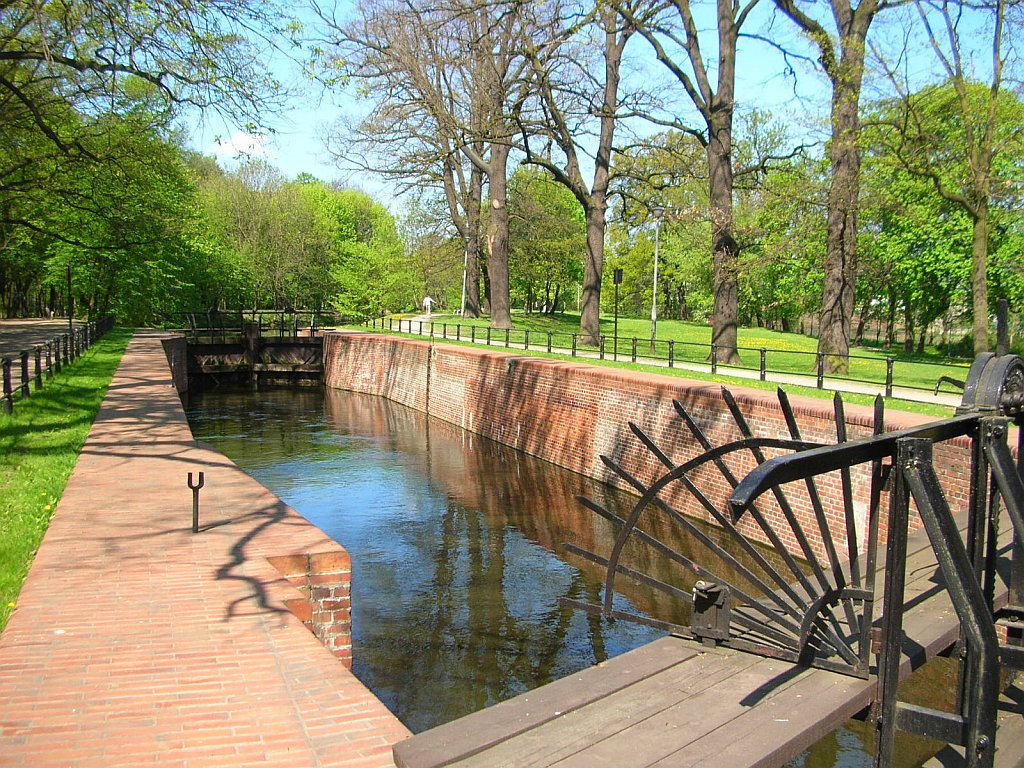
Zabytkowa śluza V „Czarna Droga” na Kanale Bydgoskim

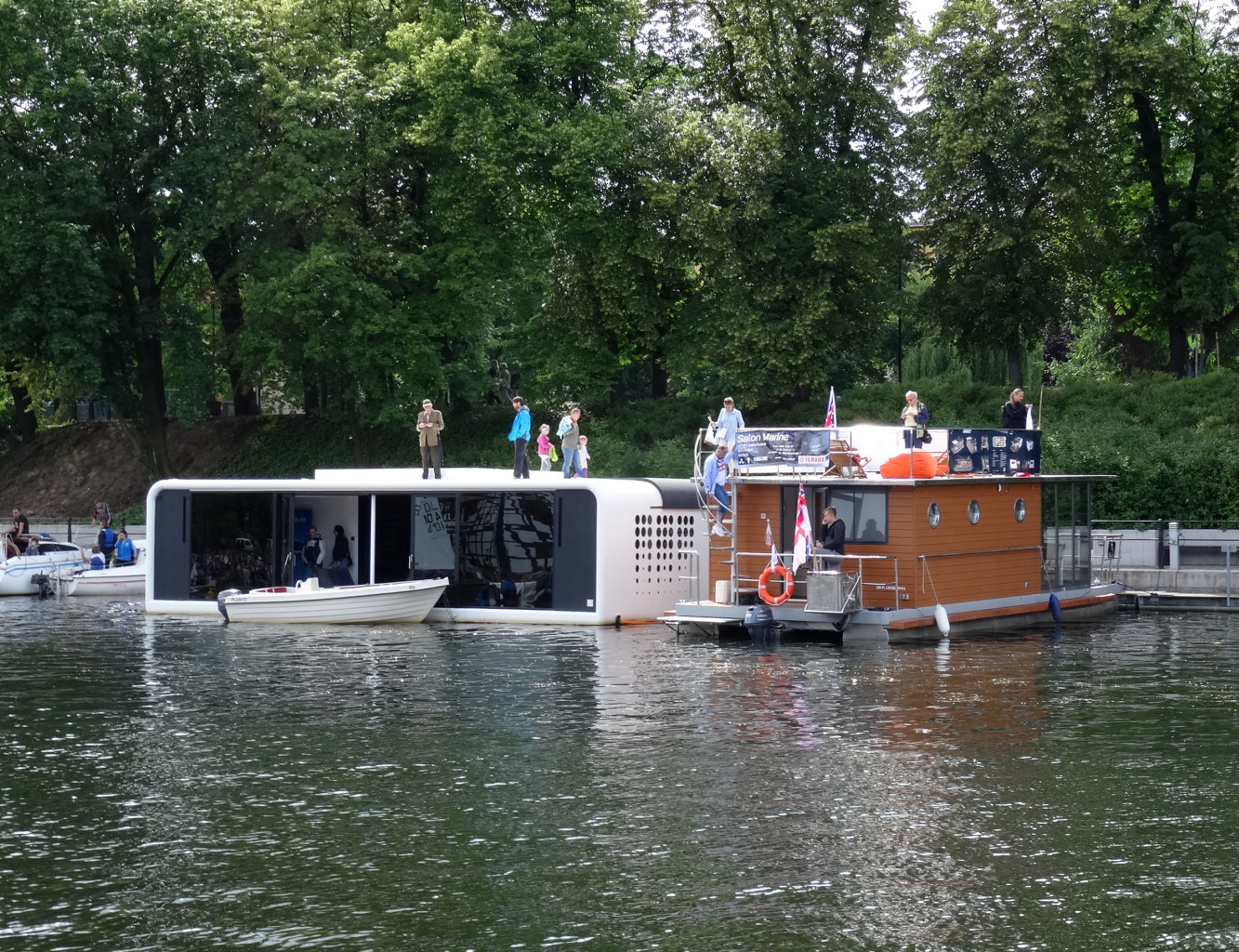
Domy na wodzie w centrum miasta

- Kanał Bydgoski – najstarsza czynna sztuczna droga wodna w Polsce, w całości wpisana do rejestru zabytków, wyposażona w szereg śluz, położona częściowo w starodrzewie parkowym z licznymi pomnikami przyrody, odbijająca w swej toni wizerunki sąsiadującej zabudowy
- Obiekty związane z hydrotechniką[53]:
  - Śluzy na Brdzie i Kanale Bydgoskim: Czersko Polskie, Brdyujście, Miejska, Wrocławska, Czarna Droga, Bronikowskiego, Okole, Czyżkówko, Prądy, Osowa Góra
  - Jazy: Czersko Polskie, Farny, Ulgowy, jaz na Flisie
  - Kaskada Międzywodzie na Wyspie Młyńskiej
  - Śluza workowa – odtworzona na bulwarze nad Brdą, XIX-wieczna śluza o kształcie trapezowym
  - Mosty: Dworcowe (zachowane w oryginalnej postaci z 1851 roku), Królowej Jadwigi (pierwszy żelbetowy most w Bydgoszczy z 1913 roku), Staromiejski i inne
  - Przystanie: marina Gwiazda (na Kanale Bydgoskim), przystań Bydgoszcz (na Brdzie)
  - Elektrownia wodna „Kujawska”
  - Zabytkowe wodowskazy
- Imprezy kulturalne i sportowe:
  - Bydgoski Festiwal Wodny Ster na Bydgoszcz – odbywa się corocznie w czerwcu
  - Rzeka Muzyki – cykl koncertów w amfiteatrze nad Brdą i scenie na wodzie w sezonie letnim
  - Fontanna Muzyki – cykl sierpniowych koncertów przy fontannie Potop
  - Wielka Wioślarska o Puchar Brdy – coroczna wrześniowa impreza wioślarska z udziałem osad międzynarodowych i brytyjskich uniwersytetów Oksford i Cambridge
  - Mistrzostwa Świata w Przechodzeniu przez Rzekę – czerwcowe zawody slacklinerów na taśmie rozwieszonej nad rzeką obok rzeźby „Przechodzącego przez rzekę” i spichlerzy[54]
  - Woda Bydgoska – ogólnopolskie zawody pływackie na Brdzie (w sierpniu)
  - Pikniki i festyny na Wyspie Młyńskiej – odbywają się z dużą częstotliwością na łące i plaży miejskiej na Wyspie
- Muzea związane z Bydgoskim Węzłem Wodnym:
  - Muzeum Kanału Bydgoskiego – położone przy Starym Kanale Bydgoskim
  - Barka Lemara – dom szypra na zabytkowej barce towarowej z początku XX w., zacumowany na Brdzie przy zabytkowych spichrzach
- Rekreacja nad wodą:
  - Bydgoski Tramwaj Wodny – system komunikacji miejskiej i turystycznej, który obsługują statki solarne pływające po Brdzie i Kanale Bydgoskim, niektóre przepływają przez śluzy: Miejską, Okole i Czyżkówko
  - Łodzie, kajaki, rowery wodne i motorówki, którymi można pływać po Brdzie w centrum miasta – można je wypożyczyć w Przystani Bydgoszcz na Wyspie Młyńskiej
  - Bydgoski Rower Wodny – rowery wodne do wypożyczenia (za darmo) na torze regatowym
  - Statki turystyczne do wynajęcia np. Ondyna XXI[55]
  - Dom na wodzie i barki turystyczne – do wynajęcia w centrum miasta
  - Kawiarnie na wodzie – przycumowane do nabrzeża Rybiego Rynku i placu Solnego w centrum miasta

### Stare Miasto

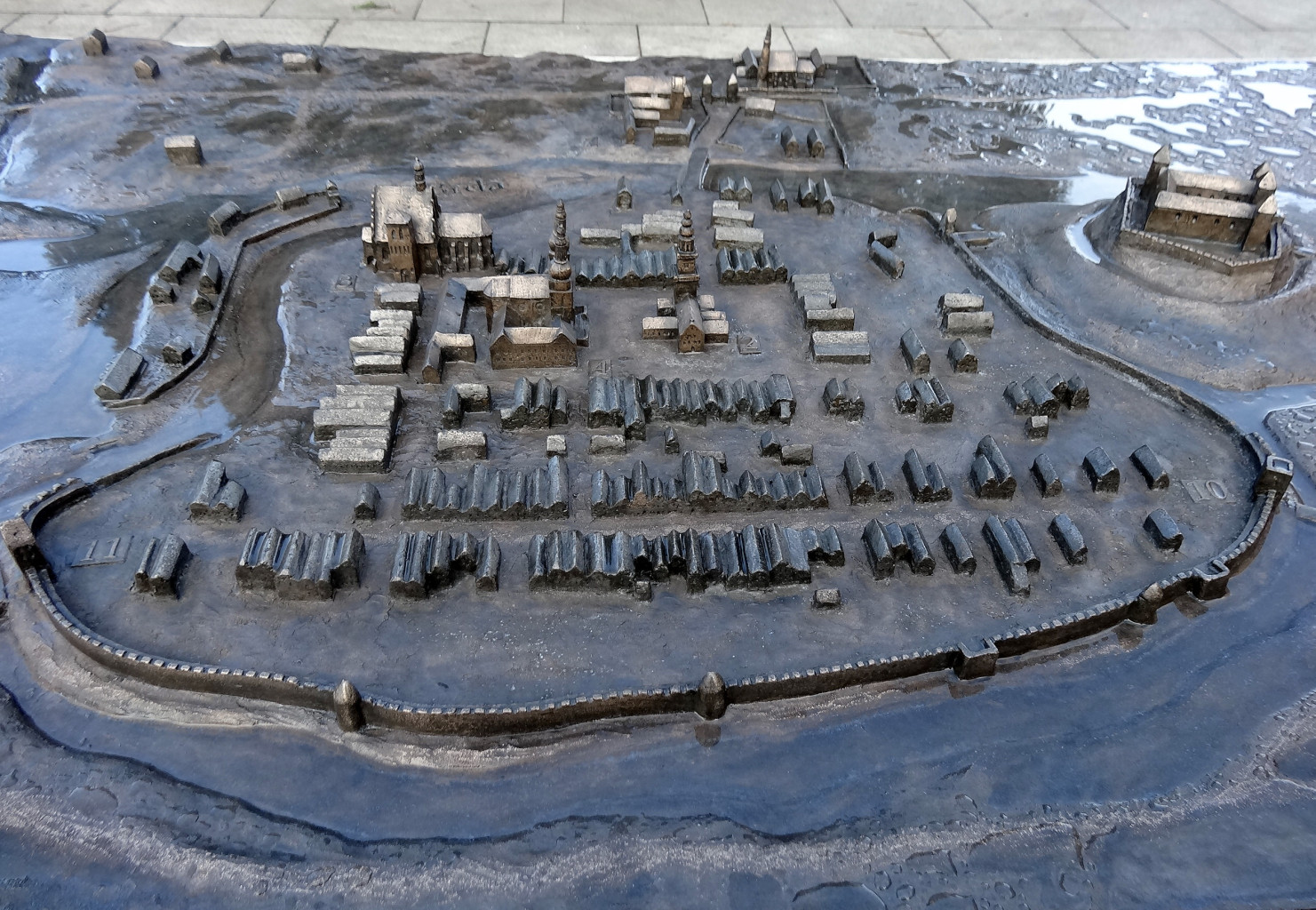
Płaskorzeźba bydgoskiego miasta lokacyjnego ustawiona przy spichrzach nad Brdą

Stare Miasto to najstarsza część Bydgoszczy, wywodząca się z XIV-wiecznego miasta lokacyjnego. Posiada ono średniowieczny układ urbanistyczny i położone jest w meandrach rzeki Brdy. Znajdują się tu zachowane zabytki z okresu staropolskiego, relikty murów miejskich, liczne bulwary, nabrzeża, mosty i mostki, amfiteatry, pomniki, rzeźby i obiekty małej architektury, infrastruktura kulturalna i gastronomiczna. Częścią Starego Miasta jest Wyspa Młyńska z Wenecją Bydgoską. Najważniejsze ulice w obrębie miasta lokacyjnego to: ulica Długa, która niegdyś łączyła ze wschodu na zachód bramy Kujawską i Poznańską, ulica Mostowa łącząca Stary Rynek z mostem na Brdzie i dawną Bramą Gdańską oraz ulice: Grodzka, Podwale, Jezuicka, Jatki – odtworzona w 2014 roku i zadaszona. Stare Miasto w Bydgoszczy posiada także kilka historycznych placów miejskich. Najstarszym i największym jest Stary Rynek, którego geneza sięga lokacji miasta w 1346 roku. Podobną metrykę chronologiczną posiadają: Rybi Rynek – plac służący do handlu i rozładunku towarów spławianych Brdą, Zbożowy Rynek, Wełniany Rynek, a późniejszą: plac Teatralny, Nowy Rynek, plac Kościeleckich oraz plac Solny. Przy starych spichrzach znajduje się duża płaskorzeźba przedstawiająca trójwymiarowy plan miasta lokacyjnego Bydgoszczy z okresu XV–XVIII w., które składało się z trzech wysp: miejskiej, młyńskiej i zamkowej otoczonych ciekami i fosami, z zamkiem Kazimierza Wielkiego, murami obronnymi, ratuszem na rynku, 9 kościołami i kaplicami.
Obowiązkowe punkty zwiedzania Starego Miasta to: Stary Rynek z ratuszem, katedra, Wyspa Młyńska z Wenecją Bydgoską, ulica Długa, pomnik Kazimierza Wielkiego, most Staromiejski z Przechodzącym przez rzekę, stare i nowe spichrze nad Brdą, pałacyk Lloyda, Poczta Główna, hala targowa, kościół św. Andrzeja Boboli, Opera Nova

### Śródmieście

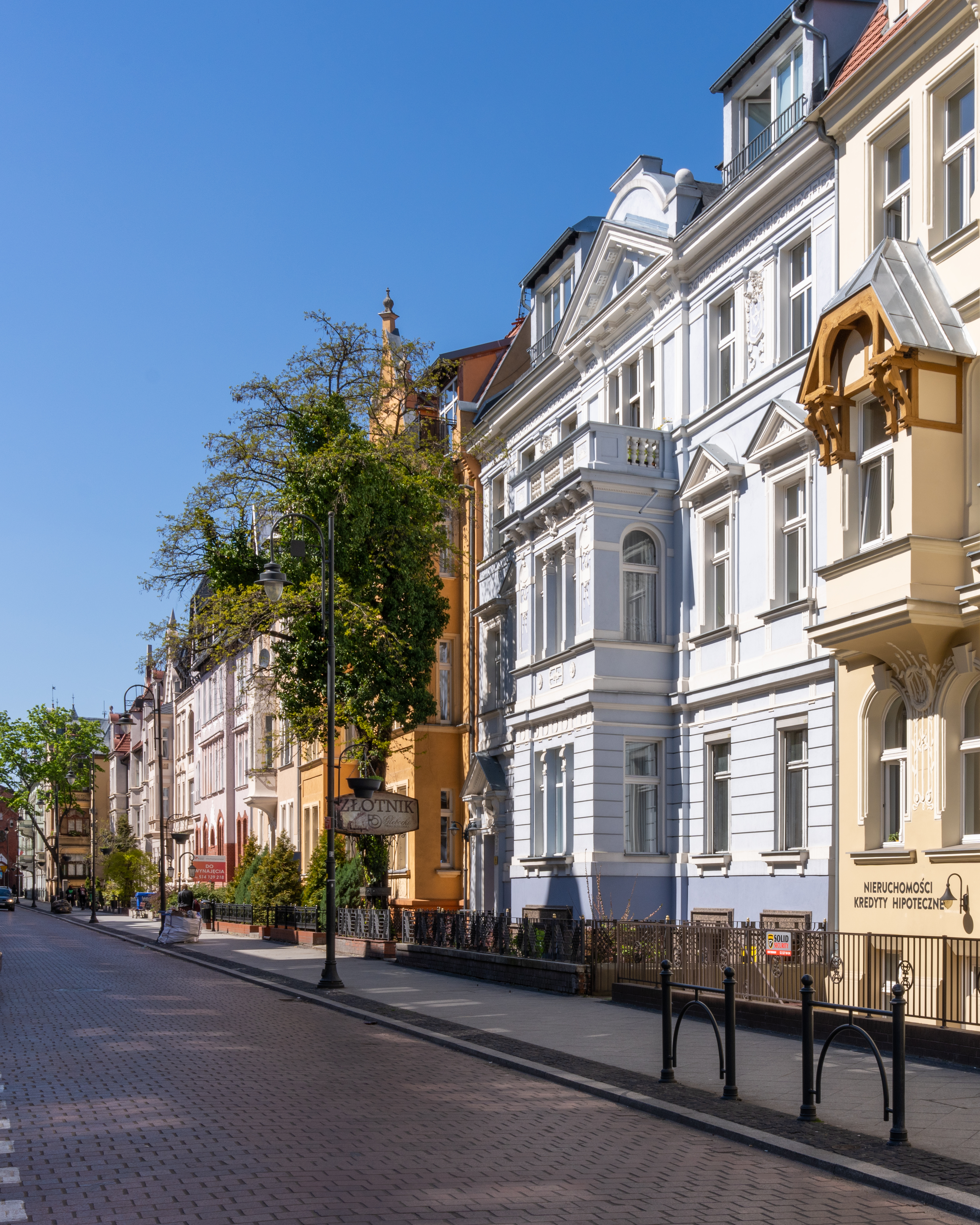
Pierzeja ulicy Cieszkowskiego

Śródmieście Bydgoszczy zostało niemal w całości zbudowane w latach 1850–1939. Było to tzw. Nowe Miasto, zbudowane z konieczności zapełnienia pustki między miastem lokacyjnym, a dworcem kolejowym. Ówczesne powiązania gospodarcze i społeczne z Berlinem zdecydowały, że stolica Cesarstwa Niemieckiego stała się dla Bydgoszczy wzorcem, punktem odniesienia. W owym czasie nazywano Bydgoszcz „Małym Berlinem”, z uwagi na podobieństwo urbanistyczne: stawiania na pierwszym planie terenów zielonych: parków, skwerów, ogrodów, architektury wkomponowanej w rzeki i kanały oraz autorstwo nowej zabudowy według projektów architektów berlińskich lub miejscowych, kształconych na berlińskich uczelniach. Największy wkład w zabudowę w okresie pruskim wnieśli m.in. architekci: Józef Święcicki, Fritz Weidner, Karl Bergner, Paul Böhm, Rudolf Kern, Erich Lindenburger, Carl Rose, Alfred Schleusener, Paul Sellner, Heinrich Seeling oraz miejscy radcy budowlani: Heinrich Grüder (1871–1877), Wilhelm Lincke (1878–1886), Carl Meyer (1886–1912), Heinrich Metzger (1912–1920), a w okresie międzywojennym m.in.: Jan Kossowski, Bogdan Raczkowski, Kazimierz Ulatowski i inni.
Najważniejsze ulice w obrębie Śródmieścia to: ulica Gdańska – główny trakt mieszczański, odpowiednik ulicy Piotrkowskiej w Łodzi, ulica Jagiellońska, Dworcowa, Cieszkowskiego (www), Mickiewicza. W Śródmieściu istnieje także kilka placów miejskich: plac Wolności, plac Piastowski, plac Zbawiciela, plac Weyssenhoffa i inne. Wschodnia część Śródmieścia została zbudowana na założeniach miasta-ogrodu, wobec czego willowa zabudowa umieszczona jest wśród parków i skwerów. W rejonie tym jest zlokalizowana dzielnica muzyczna.
Fasady budynków odzwierciedlają zmiany, które dokonały się w architekturze w okresie belle époque. Klasycystyczne, eklektyczne i neorenesansowe fasady starszych budynków, zmieniają się w neobarokowe, malownicze, secesyjne w przypadku budynków młodszych, stawianych na przełomie XIX/XX w. oraz w modernistyczne dla okresu międzywojennego. Na terenie Śródmieścia znajduje się większość zabytkowych gmachów użyteczności publicznej: administracyjnych, oświatowych, kulturalnych, neogotyckie i neobarokowe kościoły oraz pierzeje wielkomiejskich kamienic.
Obowiązkowe punkty zwiedzania Śródmieścia to: początkowy odcinek ulicy Gdańskiej, kościół Klarysek, hotel „Pod Orłem”, plac Wolności z kościołem św. Piotra i Pawła, fontanna Potop, Ławeczka Mariana Rejewskiego, ulica Cieszkowskiego, aleja Mickiewicza, dzielnica muzyczna z Filharmonią Pomorską, Teatrem Polskim i posągiem Łuczniczki, Bydgoska Fontanna Multimedialna, Copernicanum, Bazylika św. Wincentego à Paulo, ulica Jagiellońska i Dworcowa

### Pomniki, rzeźby, mała architektura

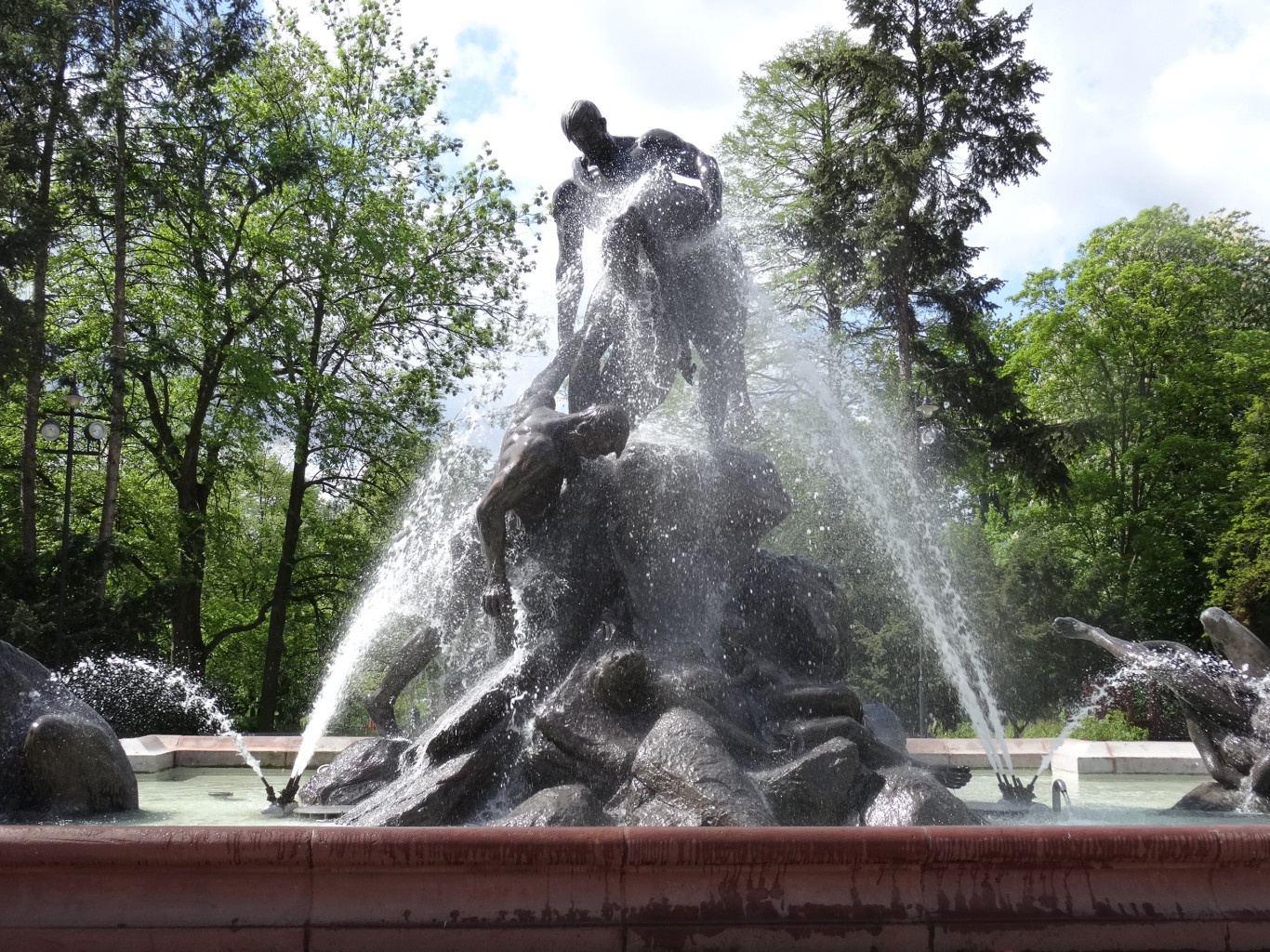
Fontanna Potop

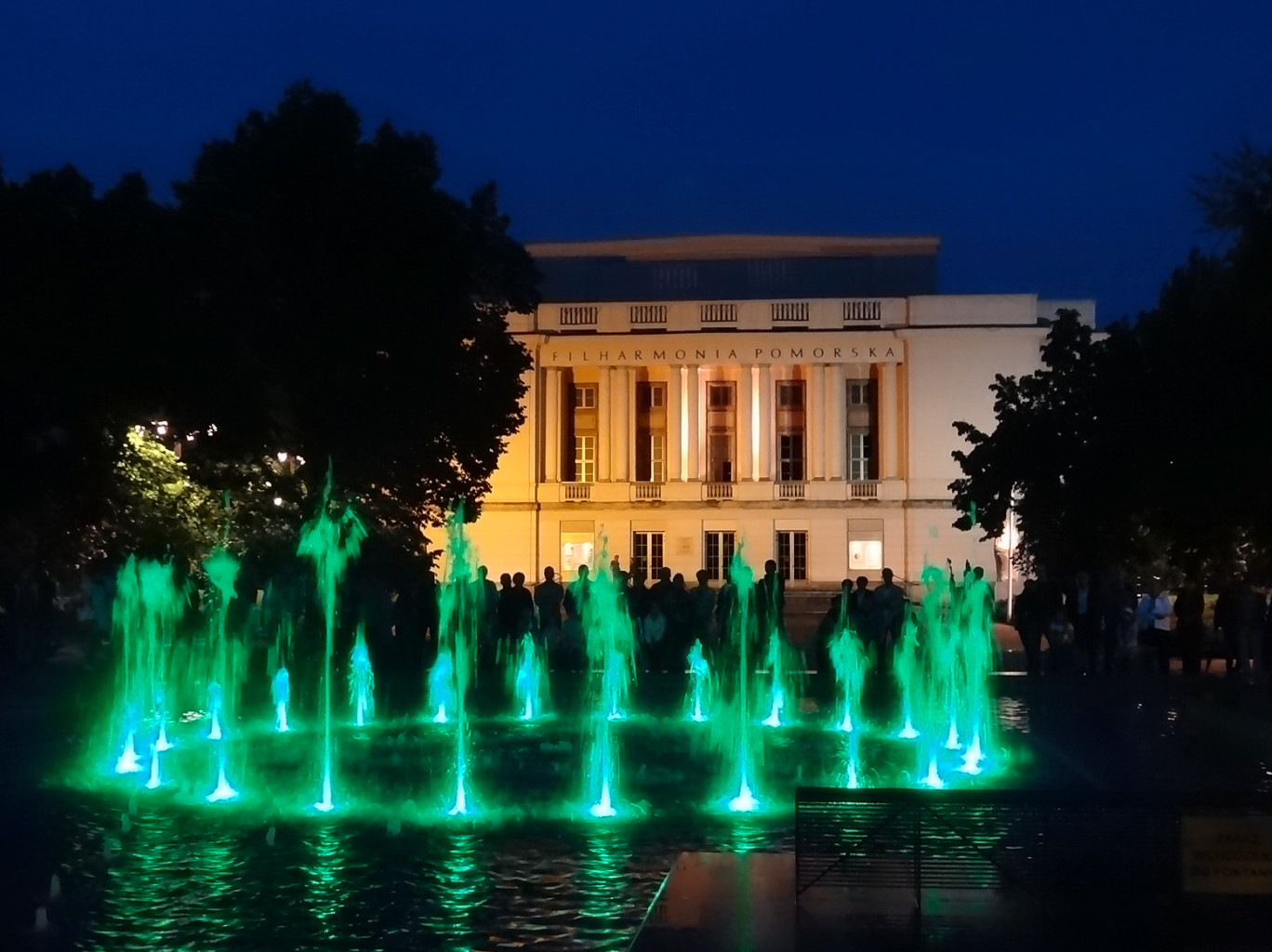
Bydgoska Fontanna Multimedialna, w tle Filharmonia Pomorska

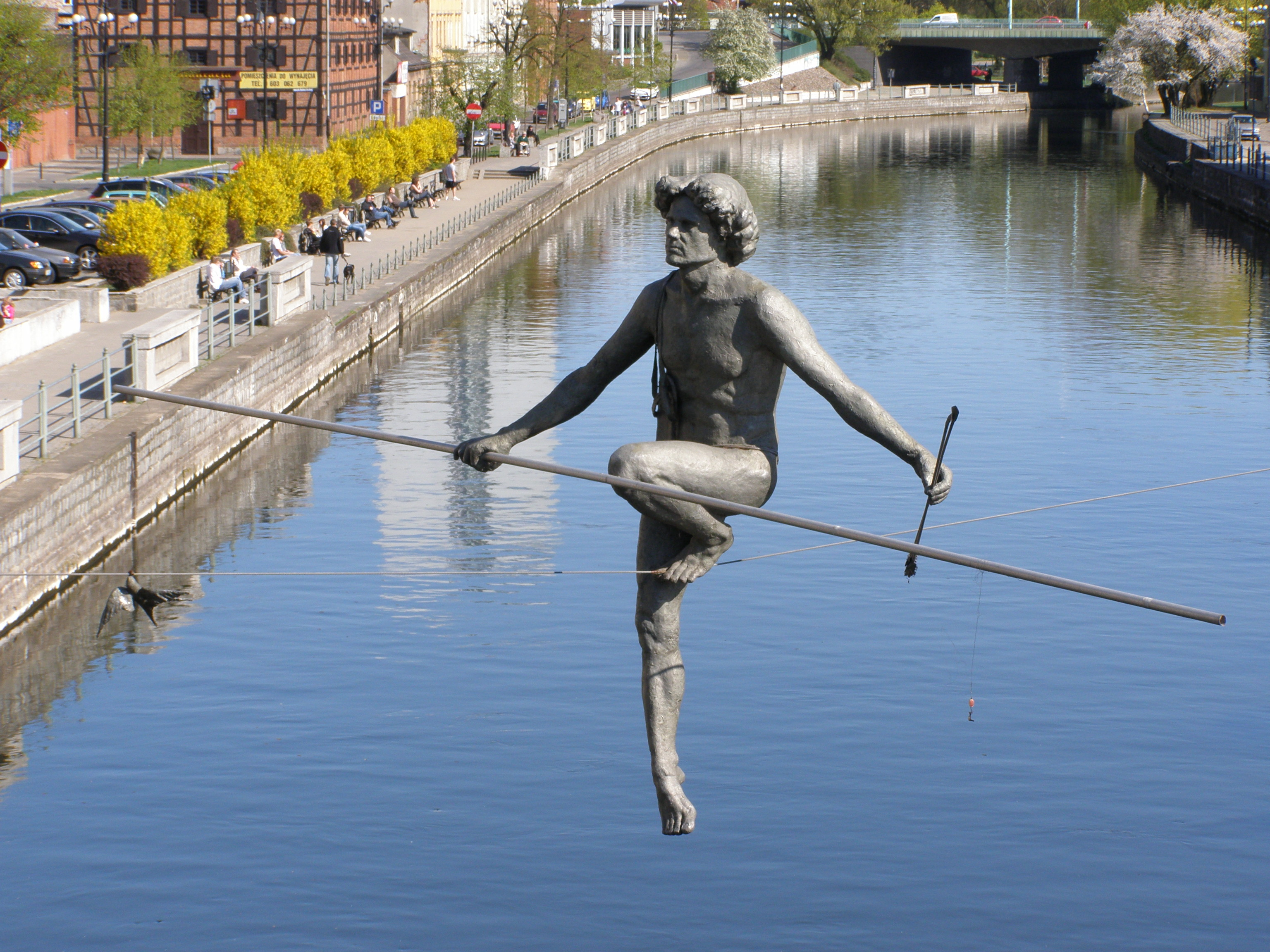
Przechodzący przez rzekę

Ważniejsze pomniki, rzeźby i elementy małej architektury położone na terenie eksplorowanego turystycznie Starego Miasta i Śródmieścia:
- Fontanny:
  - Fontanna Potop – w parku im. Kazimierza Wielkiego
  - Bydgoska Fontanna Multimedialna – w parku im. Jana Kochanowskiego
  - Fontanna Studzienka – na Starym Rynku
  - Inne: w parku Wincentego Witosa (do 2020), Wzgórzu Dąbrowskiego, skwerze T. Nowakowskiego ("Dzieci z rybą"), bulwarach nad Brdą przy ul. Marcinkowskiego ("mokry chodnik") oraz fontanny pływające: na Starym Kanale Bydgoskim i Balatonie[63]
- Miniatury:
  - Płaskorzeźba miasta lokacyjnego Bydgoszczy – przy starych spichrzach
  - Makieta zamku bydgoskiego – przy szklanych spichrzach
  - Bydgoskie Autografy – na ul. Długiej
- Pomniki:
  - Pomnik Kazimierza Wielkiego – przy ul. Pod Blankami
  - Pomnik Leona Barciszewskiego – na Wełnianym Rynku
  - Pomnik Walki i Męczeństwa Ziemi Bydgoskiej – na Starym Rynku
  - Pomnik Wolności – na placu Wolności
  - Pomnik Nieznanego Powstańca Wielkopolskiego – przy ul. Bernardyńskiej
  - Ławeczka Mariana Rejewskiego – na ul. Gdańskiej
  - Pomnik Henryka Sienkiewicza – w parku im. Jana Kochanowskiego
  - Galeria pomników kompozytorów i wirtuozów muzyki poważnej – pomniki i posągi umieszczone w parku im. J. Kochanowskiego w dzielnicy muzycznej (Chopin, Paderewski, Wieniawski, Szymanowski, Kurpiński, Moniuszko, Bacewicz, Karłowicz, Czajkowski, Bach, Beethoven, Debussy, Różycki, Dworak, Debussy, Strawiński)
  - Pomnik Andrzeja Szwalbego – przed Filharmonią Pomorską
- Posągi i rzeźby:
  - Łuczniczka – w parku im. Jana Kochanowskiego
  - Przechodzący przez rzekę – przy moście Staromiejskim
  - Mistrz Twardowski – ruchoma rzeźba wyłaniająca się dwa razy dziennie z okna kamienicy na Starym Rynku ze spektaklem słowno-muzycznym
  - Trzy Gracje – na bulwarach nad Brdą
  - Posąg św. Jana Nepomucena – przed katedrą, z poł. XVIII w.
  - Posąg Chrystusa – kopia dzieła Bertela Thorvaldsena z Kopenhagi
  - Popiersie Wincentego Witosa – w parku Ludowym
  - Łuczniczka Nova – przy Operze Nova
  - Pomnik 18. Południka
  - Rzeźba Mikołaja Kopernika – na os. Sielanka
  - Rzeźba Flisaka – na bulwarach nad Brdą
  - Wędrowiec – przy ul. Gdańskiej
  - Magiczne Krzesło – na Wyspie Młyńskiej
  - Polery na nabrzeżu Urbanyiego – dla upamiętnienia osiągnięć wodniactwa bydgoskiego
  - Rzeźby na pniu drzewa – położone przy ul. Słowackiego, Mickiewicza,
- Amfiteatry:
  - amfiteatr przy Spichrzach
  - amfiteatr Opery Nova – przed nim znajduje się stała scena na wodzie
  - amfiteatr na Wyspie Młyńskiej

### Bydgoszcz kulturalna

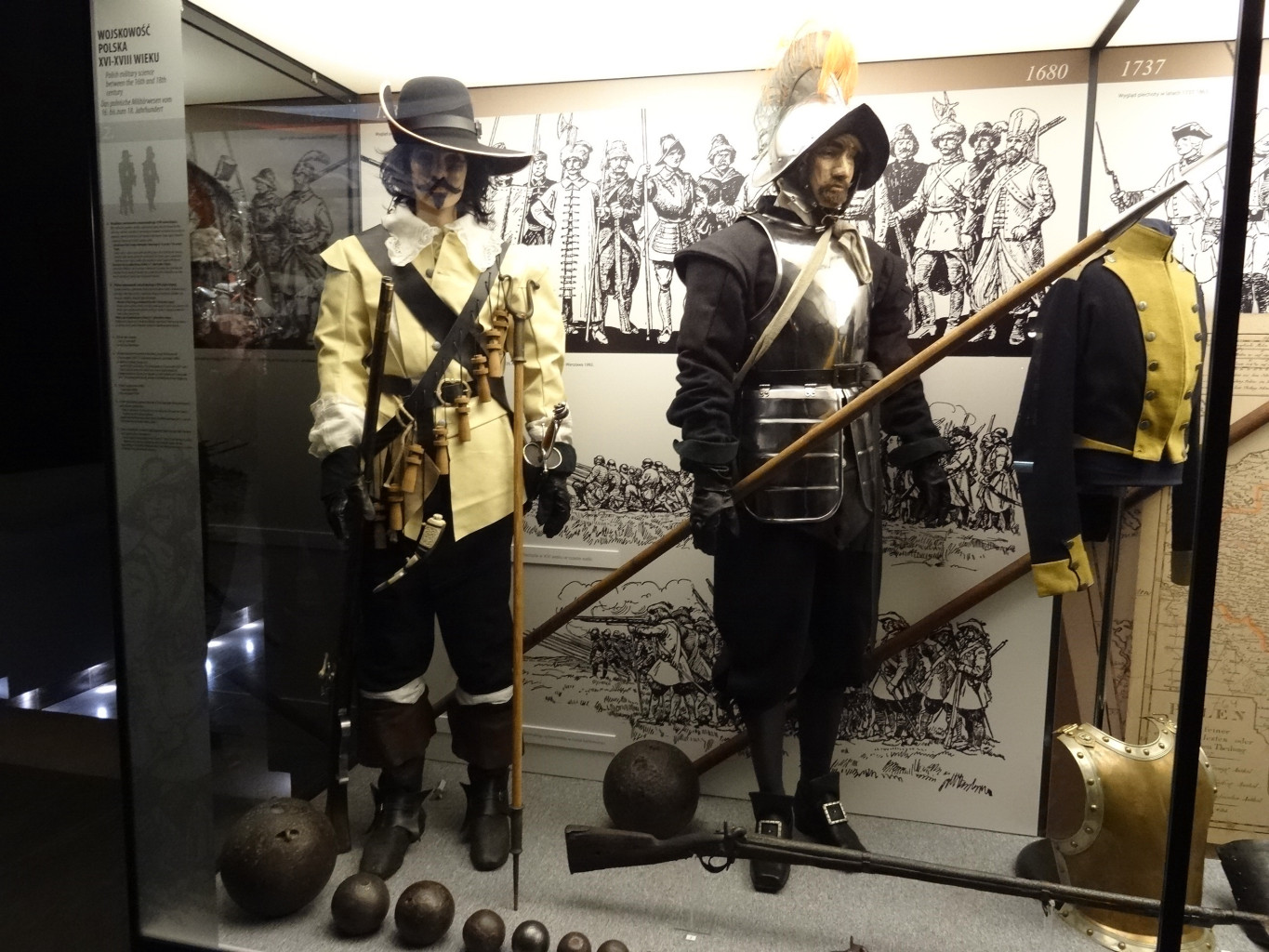
Fragment ekspozycji w Muzeum Wojsk Lądowych

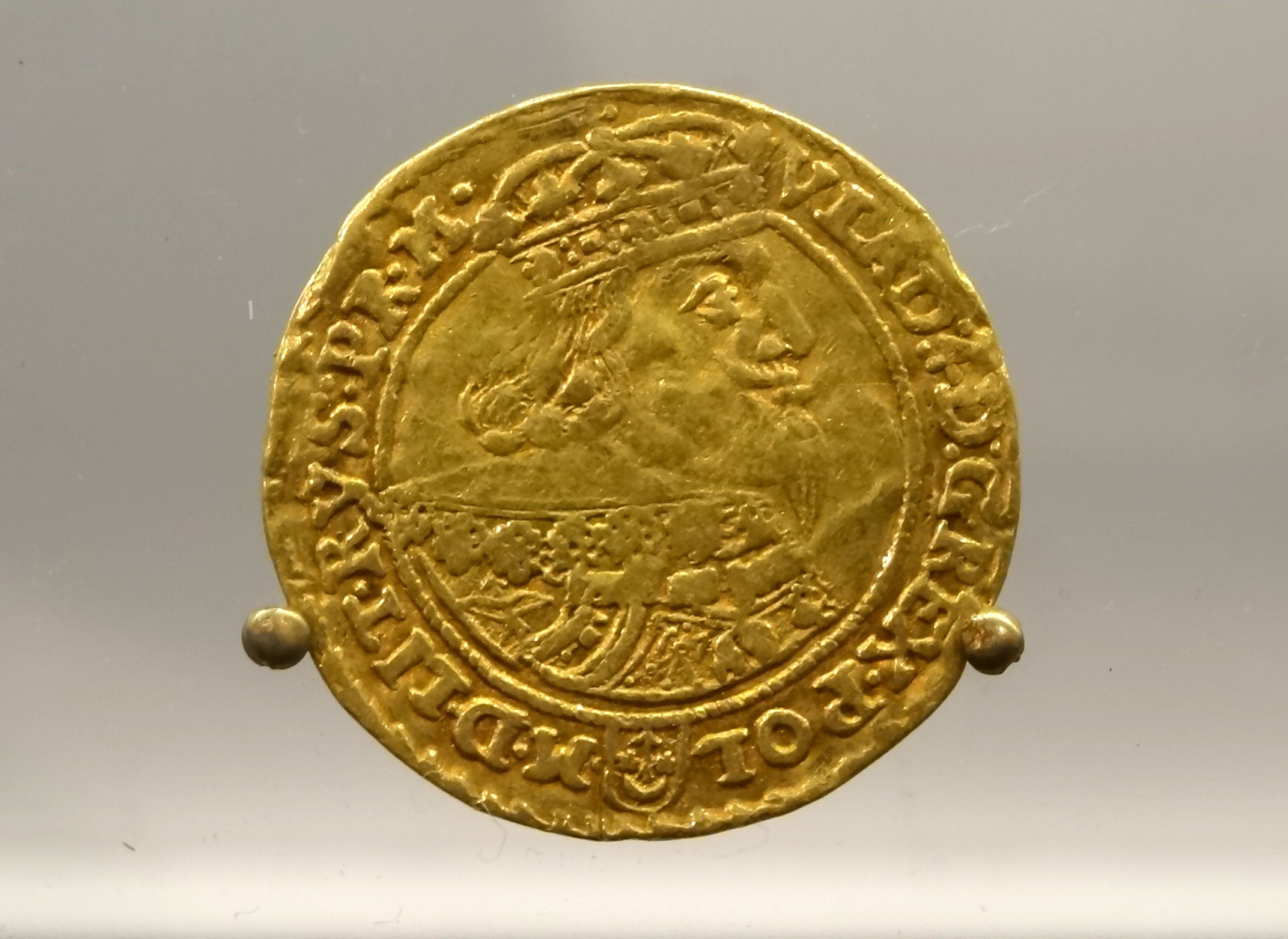
Złota moneta wybita w mennicy bydgoskiej na ekspozycji w Europejskim Centrum Pieniądza na Wyspie Młyńskiej

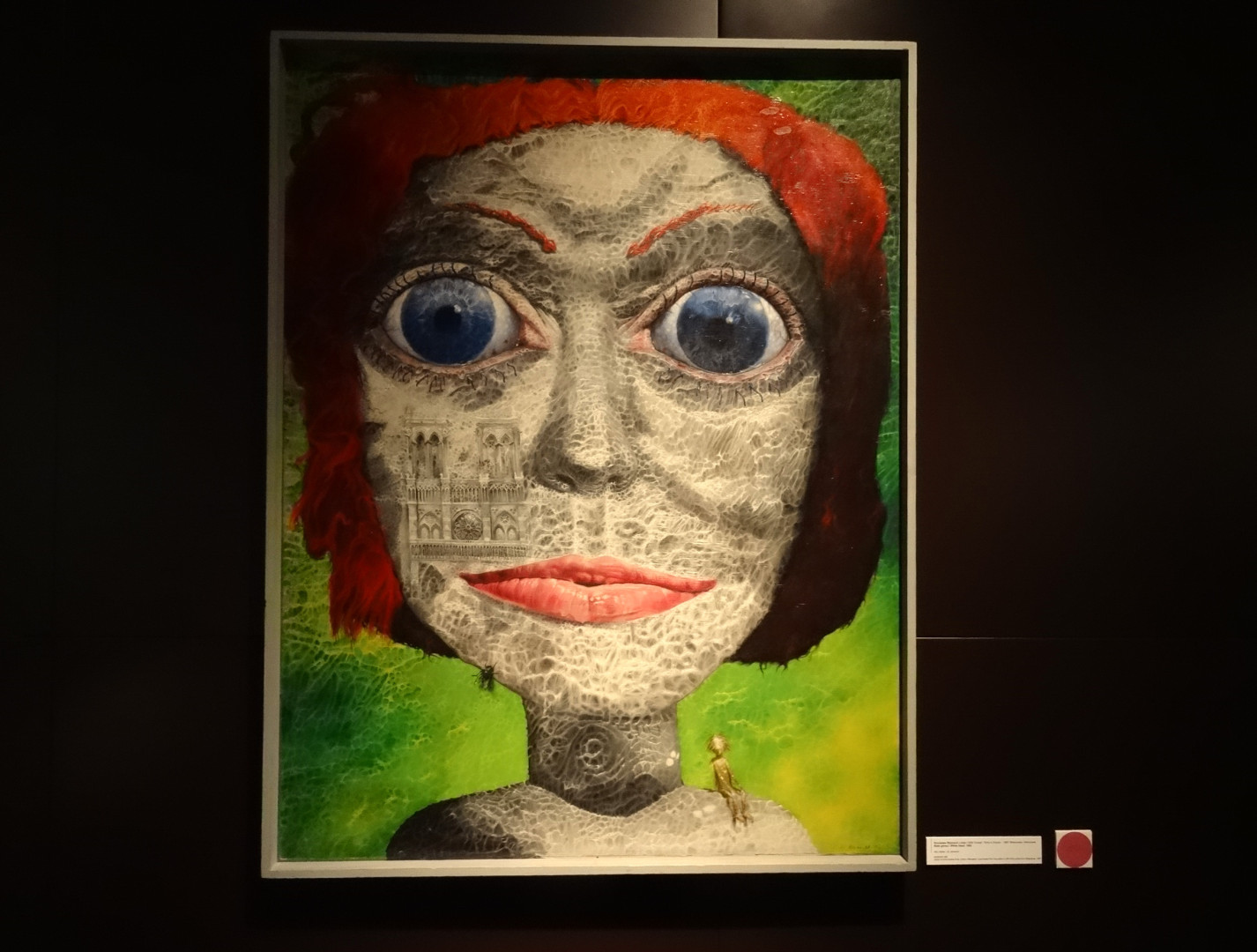
Wystawa w Galerii Sztuki Nowoczesnej

Marką kulturalną Bydgoszczy jest muzyka. Najstarszy istniejący do dzisiaj chór założono w 1883 roku, średnią szkołę muzyczną w 1904, zawodową Miejską Orkiestrę Symfoniczną w 1936, Orkiestrę Symfoniczną Polskiego Radia w 1945, Filharmonię w 1953, Operę i Operetkę w 1956, a Akademię Muzyczną w 1974 roku.
- Obiekty kulturalne:
  - Opera Nova – teatr muzyczny i operowy, położony w okazałej siedzibie nad Brdą, połączonej z Wyspą Młyńską, dysponuje amfiteatrem oraz sceną na wodzie
  - Filharmonia Pomorska – położona w zabytkowym gmachu w dzielnicy muzycznej, słynąca z akustyki, dysponująca orkiestrą symfoniczną
  - Teatr Polski – teatr dramatyczny położony w dzielnicy muzycznej
  - Bydgoski Teatr Lalek Buratino[65], Nowa Scena (musicalowy)[66] i inne teatry prywatne
  - Miejskie Centrum Kultury – interdyscyplinarna placówka kreująca bydgoskie życie kulturalne; miejsce spotkań, koncertów, pokazów filmowych w Kinie Orzeł, opiekun Galerii Wspólnej oraz Zespołu pałacowo-parkowego w Ostromecku
  - Wojewódzka i Miejska Biblioteka Publiczna – położona przy Starym Rynku i ul. Długiej
  - Kujawsko Pomorskie Centrum Kultury
  - Pałac Młodzieży
  - Kina bydgoskie – oprócz trzech multipleksów istnieją kina studyjne oraz kina letnie
  - Galeria miejska bwa i inne galerie sztuki
  - Bydgoskie Centrum Sztuki im. Stanisława Horno-Popławskiego
  - Domy Kultury: cztery placówki samorządowe oraz Dom Jubileuszowy Wiatrak im. Jana Pawła II
- Muzea:
  - Muzeum Okręgowe im. Leona Wyczółkowskiego w Bydgoszczy
    - Spichrze nad Brdą – w spichrzach nad Brdą
    - Zbiory Archeologiczne – na Wyspie Młyńskiej
    - Europejskie Centrum Pieniądza – na Wyspie Młyńskiej
    - Galeria Sztuki Nowoczesnej – na Wyspie Młyńskiej
    - Dom Leona Wyczółkowskiego – na Wyspie Młyńskiej
    - Exploseum – Centrum techniki wojennej DAG Fabrik Bromberg

  - Muzeum Mydła i Historii Brudu w Bydgoszczy – muzeum interaktywne
  - Muzeum Wojsk Lądowych
  - Muzeum Wodociągów w Bydgoszczy – w zabytkowej stacji wodociągów Las Gdański oraz w wieży ciśnień z galerią widokową
  - Muzeum Oświaty w Bydgoszczy
  - Muzeum Dyplomacji i Uchodźstwa Polskiego w Bydgoszczy
  - Muzeum Kanału Bydgoskiego
  - Muzeum Fotografii w Bydgoszczy
  - Muzeum Farmacji w Bydgoszczy
  - Muzeum Misyjne Zgromadzenia Ducha Świętego
  - Muzeum Energetyki w Bydgoszczy
  - Muzeum Wolności i Solidarności w Bydgoszczy
  - Muzeum „Skarby Ziemi” przy parku dinozaurów w LPKiW „Myślęcinek”
  - Muzeum fortepianów – w Pałacu Mostowskich w Ostromecku
  - Barka Lemara – muzeum tradycji wodniackich i szyperskich
  - Galeria Sportu Bydgoskiego
  - Biblioteka Bernardynów w Bydgoszczy – inkunabuły i druki z XV-XVIII w. w specjalnej ekspozycji w Wojewódzkiej i Miejskiej Bibliotece Publicznej w Bydgoszczy
  - Izba Tradycji Bydgoskich Dróg Żelaznych
  - Izba Pamięci Adama Grzymały-Siedleckiego
- Festiwale i przeglądy w Bydgoszczy

### Zielona Bydgoszcz

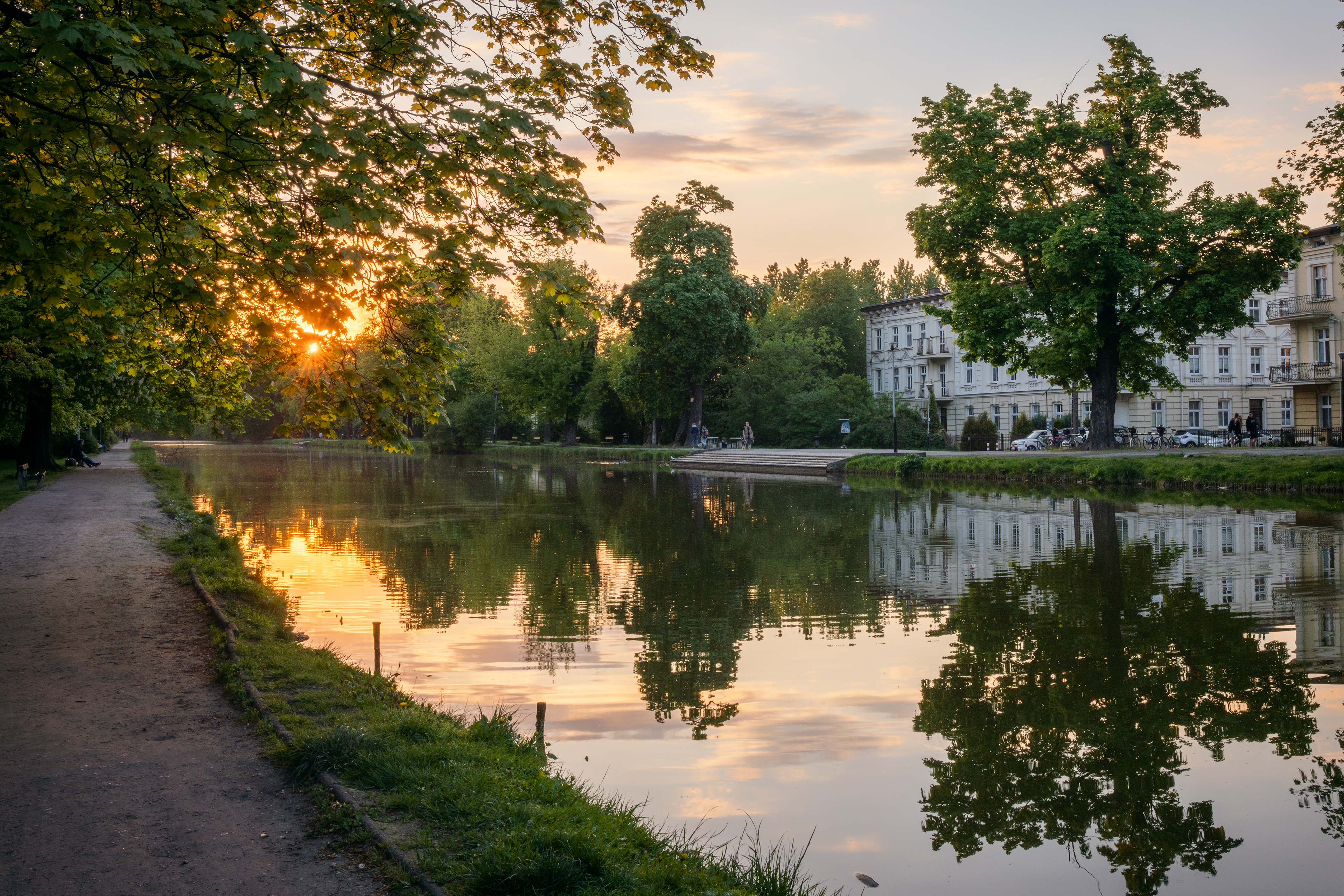
Planty nad Kanałem Bydgoskim

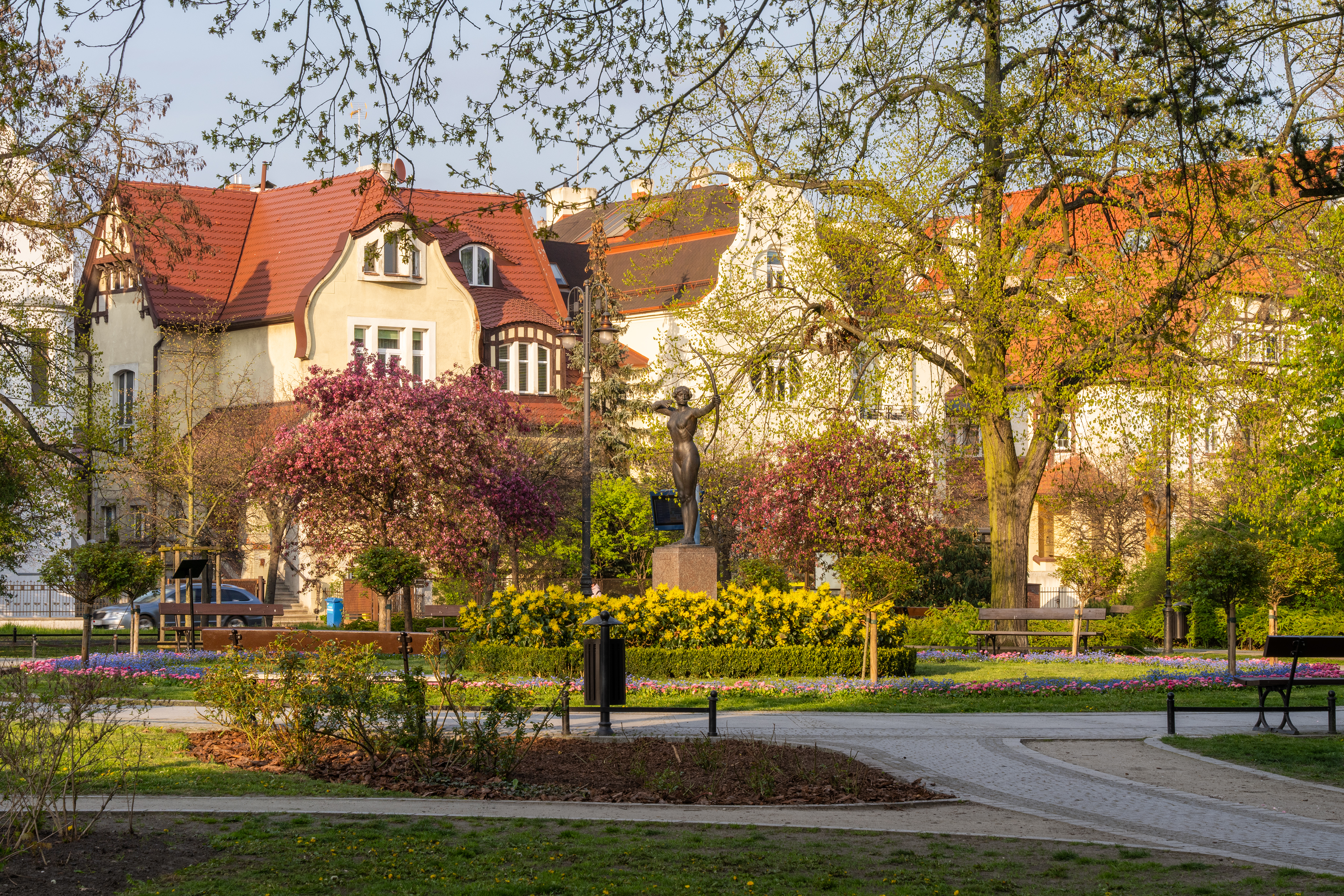
Posąg Łuczniczki w parku Jana Kochanowskiego

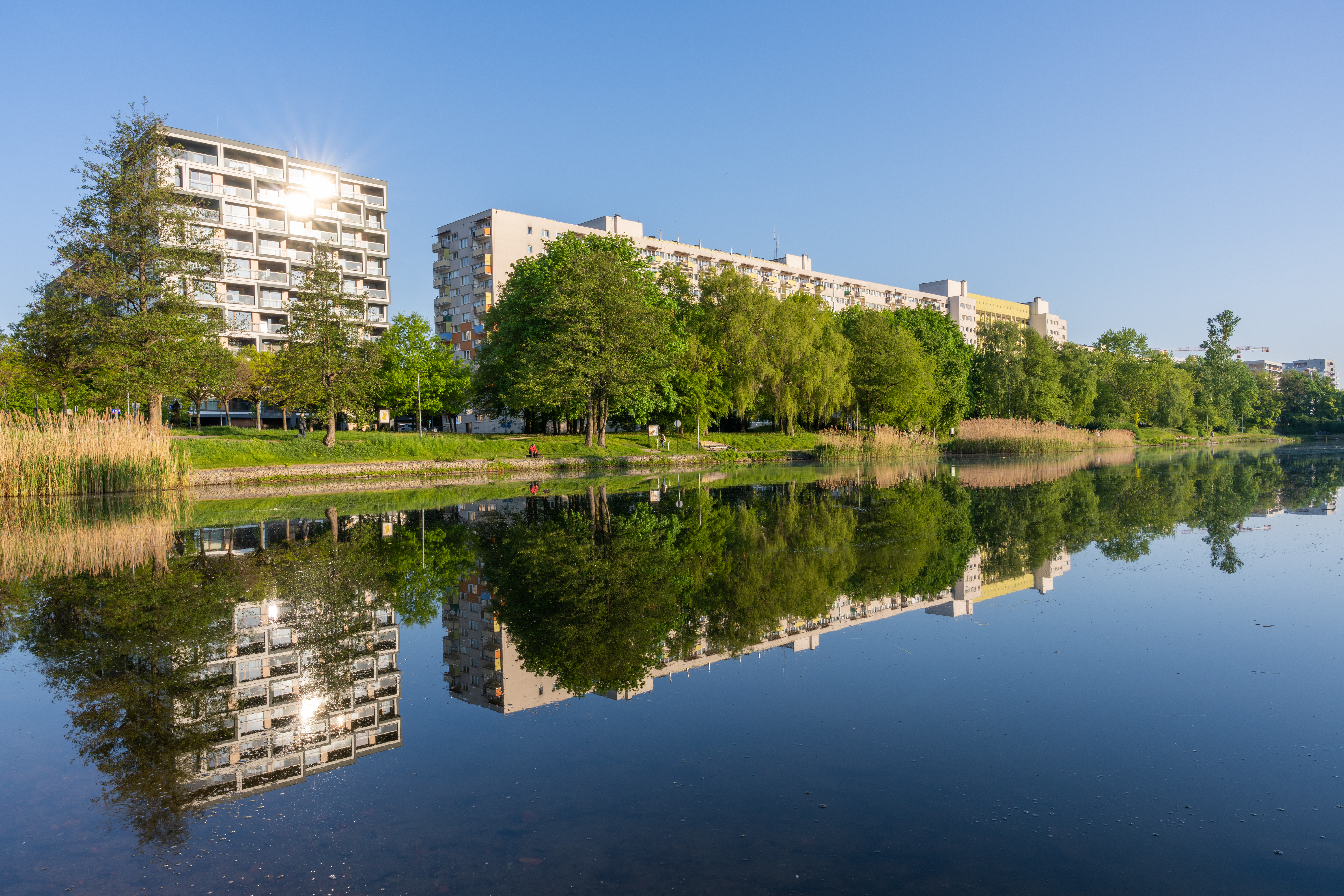
Balaton

Bydgoszcz należy do miast o największej liczbie i powierzchni parków w Polsce. Ponadto zlokalizowana jest na ogromnej polanie (~ 150 km²), otoczonej pierścieniem lasów. Walory „zielonej Bydgoszczy” to m.in.:
- Wyspa Młyńska – oaza zieleni w ścisłym centrum miasta, oblewana ciekami wodnymi, pełna muzeów, bulwarów i urządzeń hydrotechnicznych; do jej pierwszorzędnych atrakcji należy łąka miejska, gdzie niemal codziennie odbywają się pikniki, festyny, a mieszkańcy odpoczywają w plenerze
- Śródmiejskie miasto-ogród – wschodnia część Śródmieścia założona na planie miasta-ogrodu; jedno z osiedli Sielanka zostało zrealizowane ściśle według projektu Josepha Stübbena – autora planów urbanistycznych w wielu miastach Europy; w willowej zabudowie rozmieszczone są parki:
  - Dzielnica muzyczna – obszar, na którym skoncentrowane są obiekty kulturalne, uczelnie i szkoły muzyczne w parkowym otoczeniu, galerią pomników kompozytorów i wirtuozów oraz Bydgoską Fontanną Multimedialną
  - Park im. Kazimierza Wielkiego – najstarszy park w mieście z dwoma stawami, fontanną Potop oraz licznymi pomnikami przyrody
  - Park im. Jana Kochanowskiego – położony w dzielnicy muzycznej; mieści m.in.: Bydgoską Fontannę Multimedialną, posąg Łuczniczki będący symbolem miasta, galerie pomników kompozytorów i wirtuozów, muzyczny plac zabaw
  - Park im. Wincentego Witosa – położony na miejscu byłego cmentarza ewangelickiego, sąsiaduje m.in. z Sielanką i Pałacem Młodzieży
  - Arboretum w Bydgoszczy – stary miejski ogród botaniczny, któremu w 1995 nadano status kompleksowego pomnika przyrody; rośnie w nim 300 gatunków drzew i krzewów, dysponuje również stawem oraz elementami małej architektury (płaskorzeźbiony plan Bydgoszczy, zegar słoneczny, figury czterech pór roku)
  - Sielanka – osiedle willowe wybudowane na założeniach miasta-ogrodu, mieści liczne skwery: im. Mikołaja Kopernika, Mariana Turwida i inne
  - Aleja Ossolińskich – dwujezdniowa aleja ze szpalerem dębów czerwonych pośrodku wytyczona w 1903 roku; znajduje się tu Dębowa Aleja Zasłużonych, poświęcona znanym osobom związanym z Bydgoszczą
  - Aleja jarzębów szwedzkich – kompleksowy pomnik przyrody na zapleczu Bazyliki św. Wincentego à Paulo
- Parki Bydgoskiego Węzła Wodnego – osią przestrzenną miasta Bydgoszczy, a w tym zwłaszcza terenów zieleni są cieki Bydgoskiego Węzła Wodnego; spacer bulwarami nad Kanałem Bydgoskim, Brdą i Wisłą umożliwia oprócz podziwiania frontu wodnego zabudowy miasta, także zwiedzanie parków położonych wzdłuż cieków wodnych:
  - Planty nad Kanałem Bydgoskim – zabytkowy park z pięknymi okazami starodrzewu oraz ścieżką przyrodniczo-edukacyjną, kryjący w sobie liczne urządzenia hydrotechniczne; do czasu budowy parku w Myślęcinku był miejskim centrum rozrywkowo-wypoczynkowym
  - Planty nad Brdą – tereny zieleni urządzonej otaczającej rzekę Brdę na długości 5 km wzdłuż bulwarów nad Brdą
  - Park Centralny – park nad Brdą, w którym oprócz rozległych terenów zieleni mieszczą się hale widowiskowo-sportowe: Łuczniczka, Artego Arena, Torbyd, przystanie wioślarskie i kajakarskie
- Parki Zbocza Bydgoskiego – cechą środowiska naturalnego w Bydgoszczy jest występowanie systemu teras pradolinnych o eksponowanych zboczach, porozcinanych systemem dolinek erozyjnych. Zbocze Bydgoskie i Fordońskie rozciągające się w kierunku wschód-zachód, od zachodnich granic miasta po Wisłę, stanowią potencjalne ciągi spacerowe, z których można obserwować panoramę miasta. Celom rekreacyjnym już od 1890 roku służy tzw. Aleja Górska, z której można obserwować z góry Stare Miasto i Śródmieście Bydgoszczy. Ciąg przecina dwa zabytkowe parki:
  - Park na Wzgórzu Dąbrowskiego – mieści się w nim m.in. zabytkowa wieża ciśnień oraz obelisk ku czci gen. Henryka Dąbrowskiego, który 2 października 1791 dowodził stąd szturmem Bydgoszczy
  - Park na Wzgórzu Wolności – park górski założony w 1913 roku; do 1928 na jego terenie znajdowała się wieża Bismarcka, a od 1945 Cmentarz Bohaterów Bydgoszczy
- Obiekty i tereny chronione przyrodniczo – około 35% powierzchni Bydgoszczy jest obszarem prawnie chronionym, z tego 9% przypada na Nadwiślański Park Krajobrazowy, a 26% na trzy obszary chronionego krajobrazu;
  - Zielona Ostoja – użytek ekologiczny na Osowej Górze, który obejmuje torfowisko o powierzchni 3 ha
  - Stawy akademickie – użytek ekologiczny przy ul. Rejewskiego obejmujący dwa stawy ze stanowiskami rzadkich i chronionych gatunków zwierząt[68]
  - Rezerwat przyrody Wielka Kępa (28 ha) – chroni nadwiślański las łęgowy: wierzbowo-topolowy i wiązowo-jesionowy[69]; przez rzekę graniczy z obszarem administracyjnym miasta Bydgoszczy
  - Rezerwat przyrody Las Mariański (32 ha) – położony na Zboczu Mariańskim 2 km od granic Bydgoszczy, chroni grądy i buczyny porastające strome jary i parowy doliny Wisły
  - Mała Kępa Ostromecka (116 ha) – projektowany rezerwat ornitologiczny położony we wnętrzu bydgoskiego zakola Wisły chroniący bogatą awifaunę lęgową
  - Ptasia wyspa w Leśnym Parku Kultury i Wypoczynku – na stawie myślęcińskim; do lęgów przystępuje tu rocznie 1700 par mewy śmieszki, które odchowują 3 tys. piskląt; teren ten zamieszkuje też rzadka rybitwa rzeczna
  - Projektowane użytki ekologiczne: Ostoja Ptasia, Łęgi przy ul. Toruńskiej, Łęgi w Brdyujściu, Grodzisko Wyszogród, starorzecza w Fordonie[70]
  - Uroczysko Prodnia – położony w zboczu doliny Wisły wąwóz; z jego krawędzi można podziwiać Fordoński Przełom Wisły (najwęższe miejsce w całej Dolinie Dolnej Wisły o długości 120 km od Fordonu po Gniew)[71]
  - Pomniki przyrody – w Bydgoszczy istnieje około 100 pomników przyrody, w tym 62 okazałe drzewa, 26 grupy drzew, 3 głazy narzutowe oraz naturalne źródło

### Park w Myślęcinku

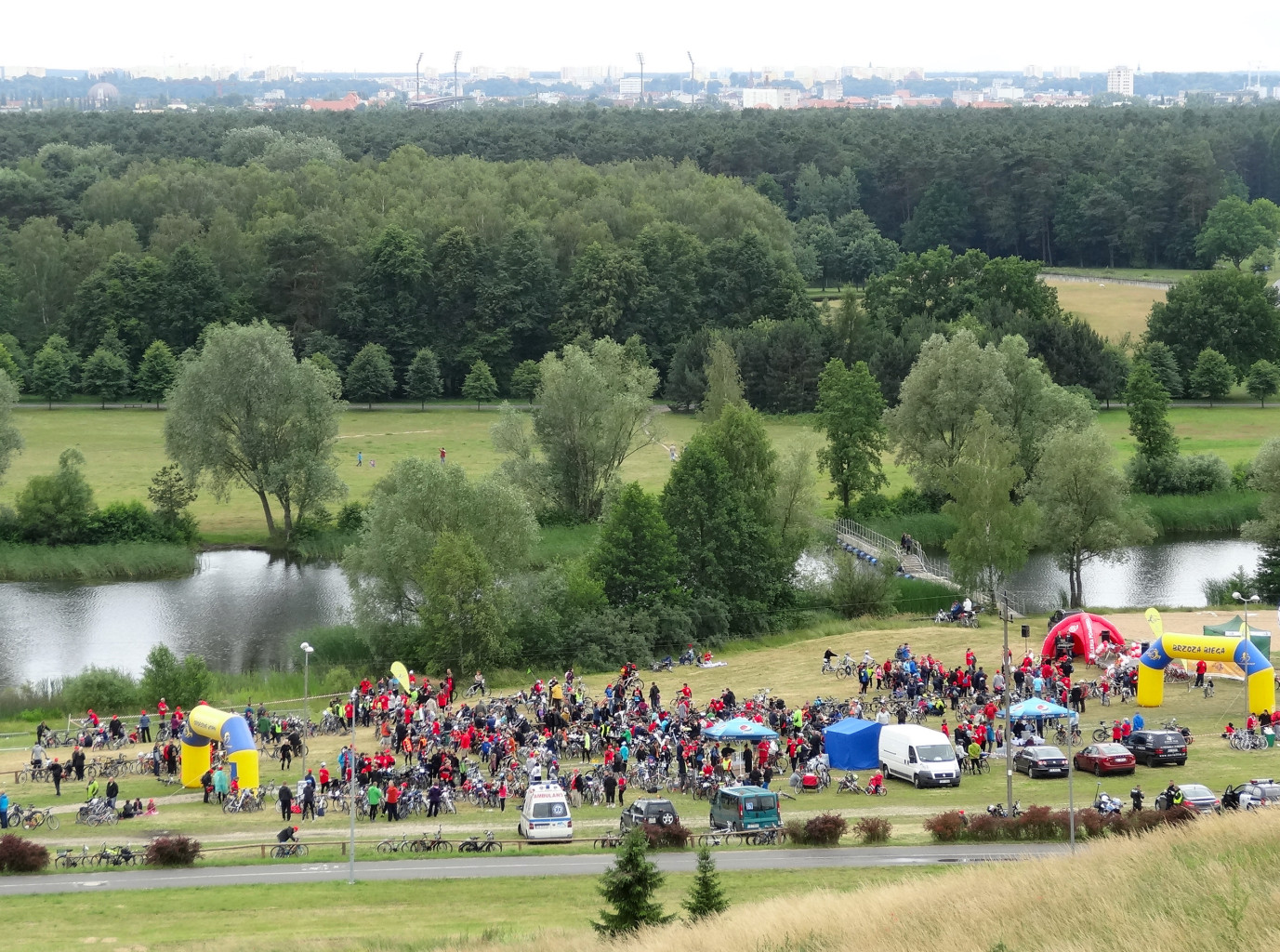
Rajd rowerowy w Myślęcinku

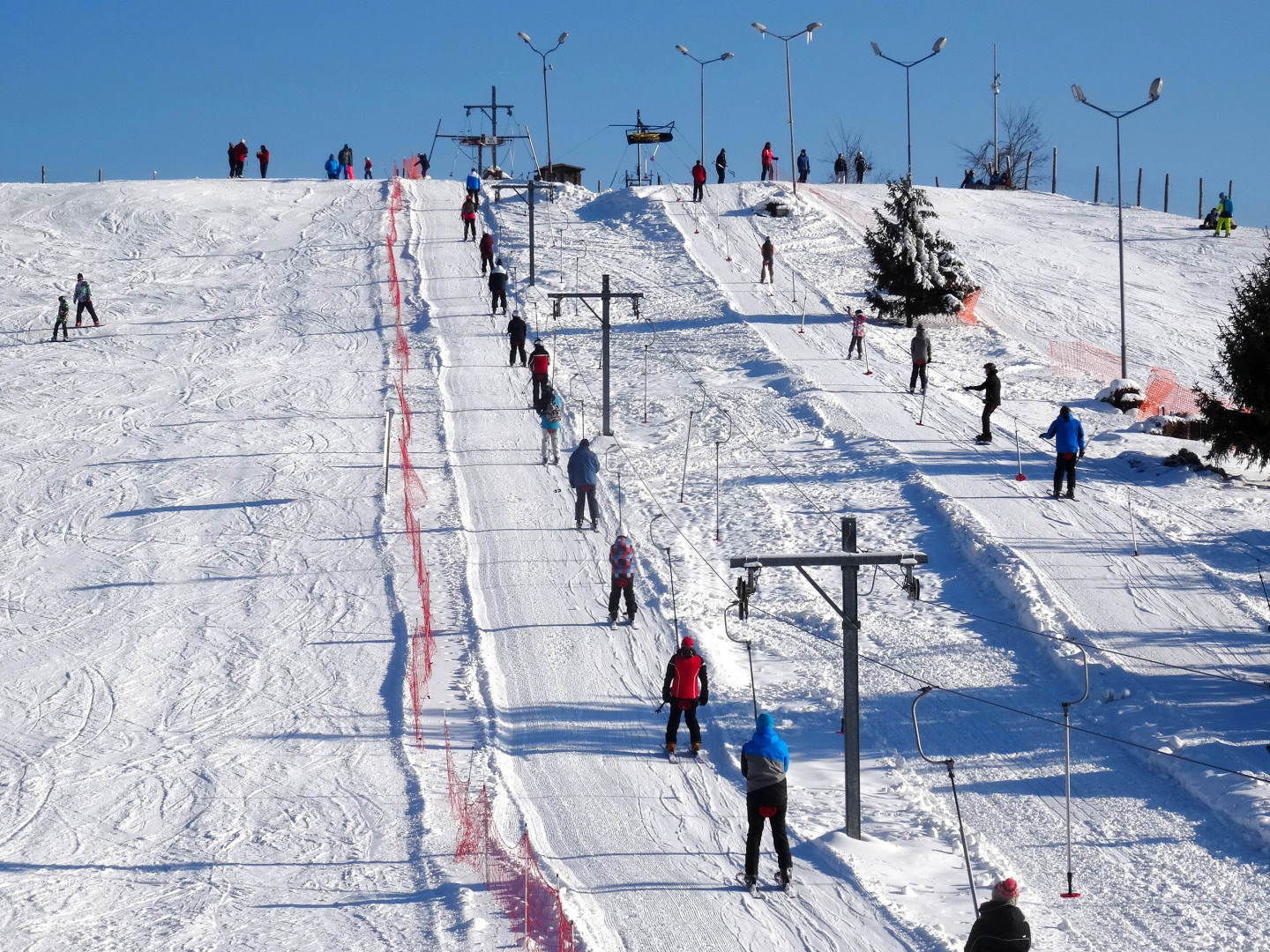
Stefanowy Stok

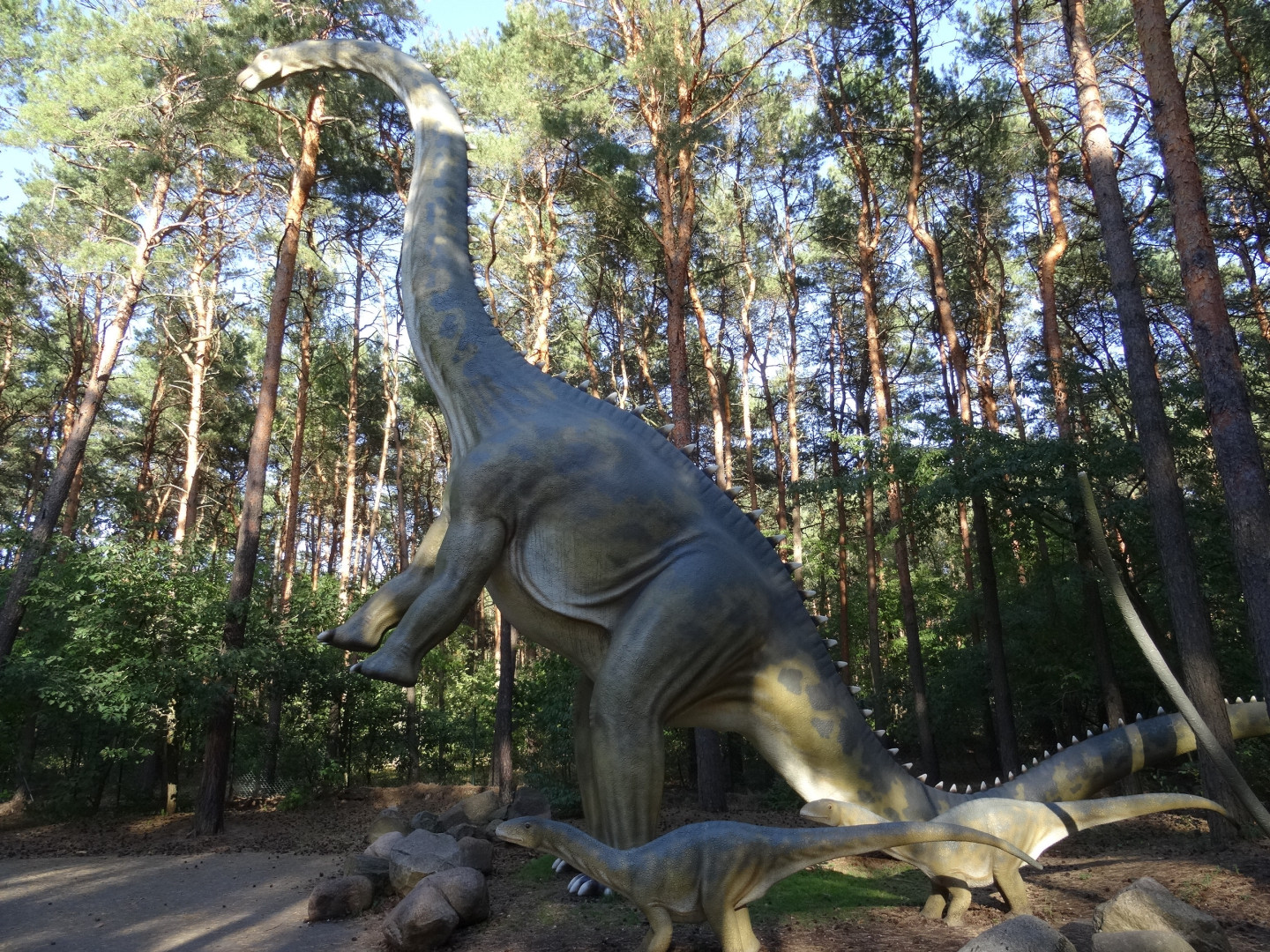
Zaginiony Świat

Leśny Park Kultury i Wypoczynku to największa zielona atrakcja turystyczna Bydgoszczy chętnie odwiedzana przez mieszkańców i turystów (frekwencja w 2010 roku – 1,6 mln osób), położona zaledwie ok. 5 km od centrum miasta. To największy w Polsce park miejski zajmujący 830 ha, który oferuje przede wszystkim atrakcje związane z rekreacją, sportem i przyrodą (www).
- Atrakcje przyrodnicze:
  - Ogród Botaniczny LPKiW – drugi pod względem obszaru w Polsce (60 ha), położony w urozmaiconej topograficznie dolinie Strugi Myślęcińskiej; dysponuje m.in. ciągiem kaskadowych stawów, wzgórzami i dolinami, arboretum, ogrodem agrobotanicznym, alpinarium ze sztuczną rzeką i wodospadem
  - Ogród Zoologiczny – zajmuje 14 ha i oprócz fauny krajowej (133 gatunki) dysponuje zwierzętami ze wszystkich kontynentów (38 gatunków), a w akwarium i terrarium – rybami, płazami i gadami krajowymi i egzotycznymi
  - Góra Myślęcińska – punkt widokowy i najwyższy punkt topograficzny na terytorium Bydgoszczy (107 m n.p.m.)
  - Stawy parkowe – w Myślęcinku znajduje się kilkanaście stawów zasilanych przez spływające ze Zbocza Myślęcińskiego strugi wodne; największy staw o powierzchni 10 ha ma rozczłonkowaną formę i otoczony jest alejkami, pomostem; prowadzą przez niego mostki (w tym pontonowy)
  - Polana Różopole – trawiasta polana ze sceną; odbywają się coroczne imprezy masowe, pikniki, koncerty i festyny
  - Inne atrakcje przyrodnicze: uroczysko Zacisze ze źródełkiem (pomnikiem przyrody), dolinki Myślęcińskie porośnięte grądem ze ścieżkami spacerowymi, buczyna pomorska położona na skraju zasięgu przyrodniczego, kromlech urządzony na wzór kręgu kamiennego z Borów Tucholskich
- Atrakcje sportowo-rekreacyjne:
  - Park Rozrywki – lunapark zlokalizowany w leśnej części parku
  - Zaginiony Świat – park (5 ha) prezentujący dzieje Ziemi, w którym umieszczono ścieżkę edukacyjną z 50 modelami dinozaurów i innych zwierząt oraz ekspozycję „Skarby Ziemi”
  - Makroświat – ogród z kilkunastoma modelami owadów w powiększeniu
  - Park linowy – położony w leśnej części parku w pobliżu lunaparku; dysponuje trasami: małą dla dzieci i dużą dla dorosłych (www)
  - Dom do góry nogami – położony przy lunaparku
  - Ośrodek Rekreacji Konnej – dysponuje hipodromem, stajniami z boksami dla 40 koni, powozownią oraz krytymi ujeżdżalniami; oferuję naukę jazdy konnej, przejażdżki bryczkami, kuligi, zawody w skokach przez przeszkody i w powożeniu zaprzęgami (www)
  - Kolejka Parkowa – jej trasa wiedzie przez najbardziej charakterystyczne miejsca; okrążenie parku trwa 35-45 min.
  - Wakepark – wyciąg wakeboardowy na stawie myślęcińskim, wyposażony w profesjonalne przeszkody
  - Pole golfowe – 9-dołkowe pole, położone na urozmaiconym topograficznie Zboczu Myślęcińsim, z którego rozpościera się panorama Bydgoszczy
  - Pole paintballowe – profesjonalna strefa do gry z drewnianymi i metalowymi elementami
  - Stefanowy Stok – stok narciarski im. Stefana Kulmatyckiego, zimą sztucznie naśnieżany, o długości 230 m i różnicy poziomów 42 m, dysponuje kilkoma trasami zjazdowymi, dwoma wyciągami orczykowymi, wypożyczalnią sprzętu oraz instruktorami
  - Miasteczko ruchu drogowego – służy do nauki zasad ruchu drogowego dla dzieci;
  - Urządzenia sportowe: ścianka wspinaczkowa, tor do ekstremalnej jazdy rowerem, place zabaw, wypożyczalnia rowerów i gokartów, boiska do piłki nożnej, siatkowej, koszykowej, korty tenisowe i inne
- Obiekty gastronomiczno-użytkowe:
  - Kujawsko-Pomorskie Centrum Edukacji Ekologicznej – placówka edukacyjna, gdzie odbywają się konferencje, seminaria, szkolenia, wystawy, festyny, zielone szkoły (www)
  - Hotel Pałac, Karczma Kujawska i pawilony gastronomiczne – oferują miejsca noclegowe, gastronomię,
  - Rzeźby w drewnie – są eksponatami z przeprowadzanych corocznie w maju Ogólnopolskich Plenerów Rzeźbiarskich z udziałem uczniów szkół plastycznych

### Atrakcje sakralne

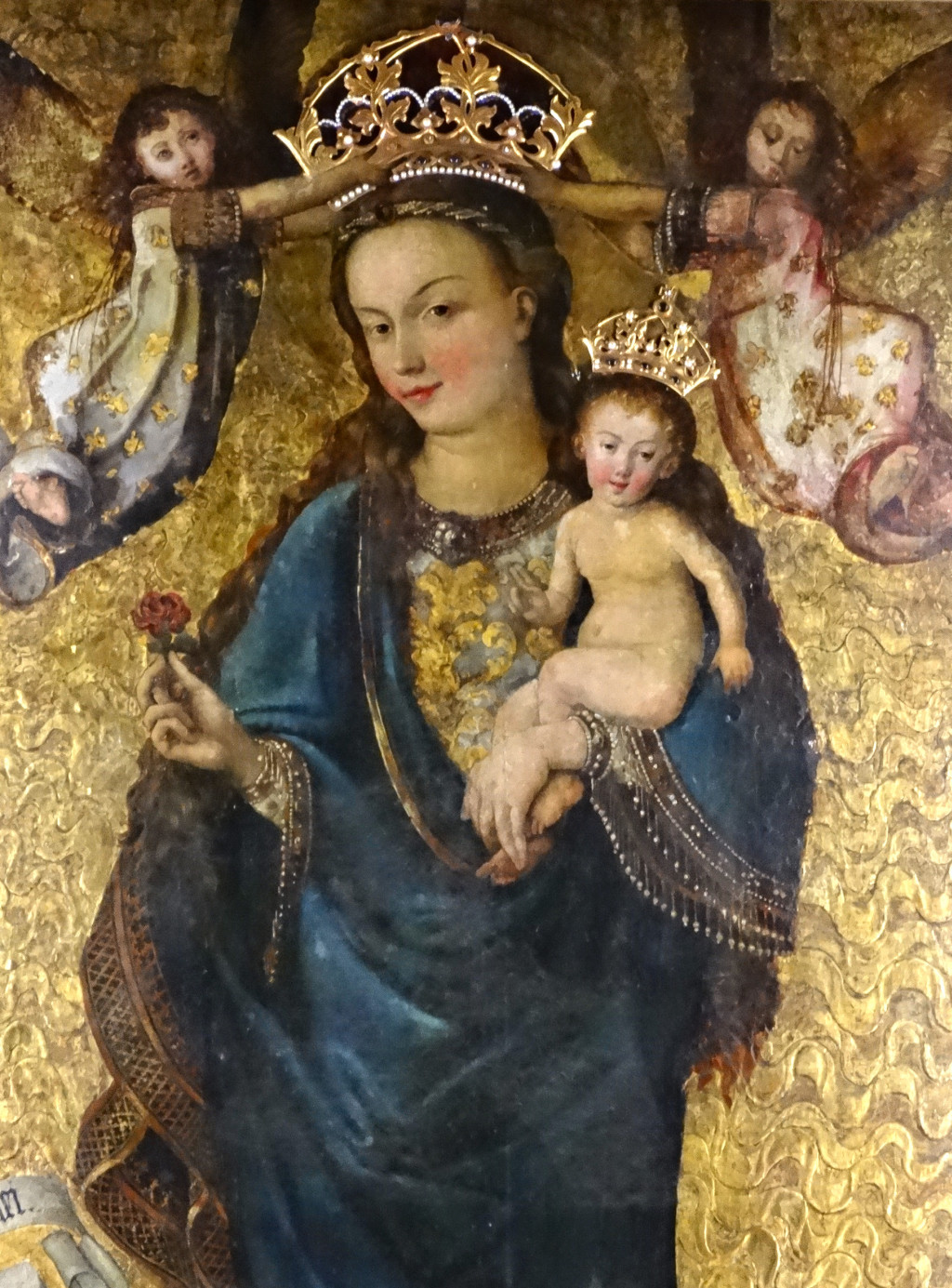
Gotycki Obraz Matki Bożej Pięknej Miłości zwany Madonną Bydgoską, w ołtarzu głównym katedry bydgoskiej – wotum starosty bydgoskiego za zwycięską wojnę trzynastoletnią

Religijna spuścizna Bydgoszczy w przeważającej części dotyczy kościoła rzymskokatolickiego. Pewien wpływ na obraz religijny miasta miała również kolonizacja niemiecka w wieku XIX, która pozostawiła w spadku byłe świątynie ewangelicko-unijne.
- Katedra św. Marcina i Mikołaja w Bydgoszczy – katedra diecezji bydgoskiej, sanktuarium Matki Bożej Pięknej Miłości, gotycka świątynia z XV wieku dysponująca bogatymi polichromiami, ołtarzami i wystrojem wnętrza; wewnątrz znajdują się dwa koronowane wizerunki maryjne: Madonna Bydgoska (koronacje: 1966 – kard. Wyszyński, 1999 – Jan Paweł II) oraz obraz Matki Bożej Szkaplerznej (koronacja w 2001 – abp Henryk Muszyński); gotycki wizerunek bydgoskiej Matki Bożej Pięknej Miłości uznawany jest za jeden z najpiękniejszych w Polsce (www)
- Bazylika św. Wincentego à Paulo – ogromna świątynia w formie rzymskiego Panteonu, zbudowana w latach 1926–1938 jako wotum mieszkańców Bydgoszczy za odzyskanie niepodległości; opiekują się nią misjonarze lazaryści (www)
- Sanktuaria diecezjalne:
  - Sanktuarium Nowych Męczenników – utworzone w 2000 roku, na kanwie woli Jana Pawła II, relikwii Pięciu Braci Męczenników, związków z męczeństwem ks. Jerzego Popiełuszki (modlił się tu po raz ostatni tuż przed zamordowaniem go przez oficerów SB); złożone są tu pamiątki martyrologii Polaków oraz przedmioty z wizyty Jana Pawła II w Bydgoszczy (www)
  - Sanktuarium Szensztackie Matki Bożej Trzykroć Przedziwnej – utworzone w 2001 roku jako jedno z kilku sanktuariów Ruchu Szensztackiego na terenie Polski oraz kilkuset istniejących na świecie, jak wszystkie sanktuaria tego typu, położone jest w miejscu ustronnym, malowniczym krajobrazowo, sprzyjającym wyciszeniu i refleksji (os. Piaski); w kaplicy znajduje się koronowany obraz Maryi z Schönstatt (www)
  - Sanktuarium Królowej Męczenników, Kalwaria bydgoska – Golgota XX wieku – sanktuarium utworzone w 2008 roku, złożone z Bazyliki Matki Bożej Królowej Męczenników oraz drogi krzyżowej w Dolinie Śmierci; co roku odbywają się tu misteria Męki Pańskiej z udziałem kilkuset aktorów i kilkunastu tysięcy widzów (www)
  - Sanktuarium Matki Bożej Fatimskiej – ustanowione w 2017 roku (www)
- Zabytkowe świątynie innych wyznań:
  - Kościół polskokatolicki – w zabytkowej świątyni irwingianów z 1864 roku
  - Cerkiew św. Mikołaja – w zabytkowym spichrzu w centrum miasta
  - Kościół Zbawiciela – neogotycka świątynia kościoła ewangelicko-augsburskiego
  - Kościół Metodystów – zabytkowa świątynia z 1883 roku w Śródmieściu Bydgoszczy
- Pomniki i posągi sakralne:
  - Rzeźba św. Jana Nepomucena – najstarsza wolnostojąca rzeźba plenerowa w Bydgoszczy (poł. XVIII w.), ustawiona przed katedrą
  - Posąg Chrysusa Zbawiciela – kopia dzieła Bertela Thorvaldsena z Kopenhagi, przed ewangelickim kościołem Zbawiciela
  - Pomnik Najświętszej Marii Panny Niepokalanego Poczęcia – przed kościołem Św. Trójcy (od 1923)
  - Pomnik Najświętszej Marii Panny Królowej Korony Polskiej – na cmentarzu Nowofarnym (od 1930)
  - Pomnik Najświętszego Serca Jezusa – na placu Poznańskim (1932–1939), zrekonstruowany w 2010 roku
  - Pomnik prymasa Stefana Wyszyńskiego – przed kościołem Zmartwychwstania Pańskiego
  - Pomnik wioseł ku czci Jana Pawła II – w Smukale, gdzie w latach 50. XX w. dwukrotnie kończył spływy kajakowe Brdą ze studentami
  - „Żywy” pomnik Jana Pawła II – w odróżnieniu od innych miast i wsi, gdzie stoją setki pomników Jana Pawła II, upamiętnienie papieża Polaka w Bydgoszczy ma formę „żywego pomnika”, którym jest budynek zespołu szkół Collegium Catholicum Bydgostiense (związane jest to z życzeniem samego papieża).

### Bydgoszcz nadwiślańska
Bydgoszcz na odcinku 16 km oparta jest o zakole dolnej Wisły. Nadwiślańską tożsamość tworzy włączone do terytorium Bydgoszczy w 1973 roku miasteczko Fordon. Dzięki rozbudowie od 1981 roku wielkiej dzielnicy mieszkaniowej Nowy Fordon, co piąty bydgoszczanin mieszka nad Wisłą. Główne walory miasta związane z „królową polskich rzek” to:
- Stary Fordon – zespół staromiejski ze średniowiecznym rozplanowaniem; na uwagę zasługuje klasyczna panorama nadwiślańska widziana z mostu fordońskiego, w której wyróżniają się korpusy świątyń trzech wyznań: katolickiej, ewangelickiej i synagogi; warto również poznać rynek, z którym sąsiaduje budynek dawnej komory celnej (od 1853 więzienie);
- Grodzisko Wyszogród – protoplasta Fordonu, średniowieczny gród odnotowany w kronice Galla Anonima położony na klifie wiślanym, związany ze Świętym Wojciechem, który tutaj rozpoczął swą podróż Wisłą do Prus, w XIV wieku siedziba księcia kujawskiego Przemysława; można stąd podziwiać z góry bydgoskie zakole Wisły oraz zachowane wały ziemne o wysokości do 4 m i fosy o głębokości do 6 m; historię objaśniają na miejscu tablice informacyjne;
- Hydrowęzeł Brdyujście – jest początkiem drogi wodnej Wisła-Odra; w jego skład wchodzą m.in.:
  - Tor regatowy w Bydgoszczy – o długości 2 km; centrum sportów wodnych; rozgrywane są tu zawody wioślarskie, kajakarskie, służy także jako akwen do żeglowania i pływania rowerami wodnymi,
  - Jaz Czersko Polskie – najstarszy w Polsce jaz walcowy,
  - Śluza Brdyujście – zabytkowa z 1879 roku, odrestaurowana w 2014 roku,
  - Śluza Czersko Polskie – zbudowana w 1999 roku;
  - Wyspy w Brdyujściu – dwie wyspy oddzielające Wisłę od toru regatowego
- Park dzielnicowy „Wisła” – tereny spacerowe o długości 9 km położone nad Wisłą, przy wale przeciwpowodziowym, którego koroną poprowadzono aleję spacerową;
- Zespół pałacowo-parkowy w Ostromecku – zespół rezydencjalny, obejmujący dwa pałace: XVIII-wieczny rokokowy pałac Mostowskich z muzeum fortepianów we wnętrzu oraz XIX-wieczny eklektyczny pałac Schonbornów-Avenslebenów otoczone parkami: włoskim i angielskim, zlokalizowane w Ostromecku (2 km od granic Bydgoszczy na prawym brzegu Wisły), od 1996 roku własność miasta Bydgoszczy, odrestaurowany i tętniący życiem kulturalnym.

Na lata 2019–2022 planowane jest kompleksowa rewitalizacja Starego Fordonu łącznie z budową bulwarów, przystani i strefy rekreacyjnej nad Wisłą, a w dalszej perspektywie szlaku pieszo-rowerowego łączącego Stary Fordon i grodzisko Wyszogród.

### Turystyka wodna

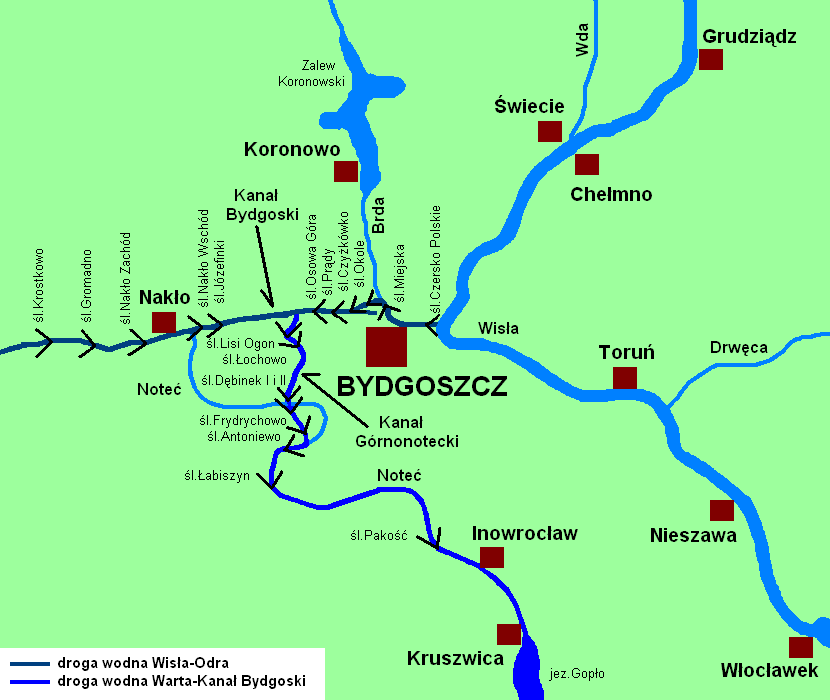
Schemat dróg wodnych w okolicy Bydgoszczy

Bydgoszcz posiada korzystne warunki do uprawiania turystyki wodnej za sprawą spływów kajakowych na Brdzie oraz usytuowania miasta na styku śródlądowych dróg wodnych. Można stąd dotrzeć Wisłą do Gdańska, Warszawy lub Krakowa, a korzystając z drogi wodnej Wisła-Odra – do Szczecina, Wrocławia oraz do Europy Zachodniej. Ponadto można spływać kajakami lub żeglować jachtami lub barkami turystycznymi na szlakach: Wielkiej Pętli Wielkopolski, Pętli Toruńskiej, Pętli Kujawskiej, na Wiśle i Noteci.
W dzielnicy Opławiec znajduje się kemping PTTK Janowo (czynny od maja do września), gdzie można zakończyć spływ Brdą, wypożyczyć sprzęt wodny lub też wypoczywać (wczasy, obozy, kolonie) w domkach 3- lub 6-osobowych. Ośrodek położony jest w zakolu Brdy i otoczony lasem, około 10 km od centrum Bydgoszczy. Amatorzy jachtingu lub bargingu mogą korzystać z przystani wodnych z centrum miasta (przystań Bydgoszcz), w Brdyujściu lub na Kanale Bydgoskim (marina Gwiazda, uzupełnieniem jest nowoczesna przystań w Nakle).
Szlak kajakowy Brdy uznawany jest za jeden za najpiękniejszych w Polsce, gdyż wiedzie w większości przez leśne ostępy Borów Tucholskich, liczne jeziora i Zalew Koronowski, a woda w rzece zachwyca czystością. Nawet na odcinku miejskim w Bydgoszczy dobry stan czystości wody w Brdzie (II klasa) umożliwia kąpiel w rzece, a w wartko płynącej wodzie widoczna jest roślinność wodna i ichtiofauna.

### Bydgoszcz widziana z góry
Z uwagi na rozczłonkowanie terytorium Bydgoszczy przez zbocza i załomy wzajemnie się przenikających dolin i pradolin, możliwa jest obserwacja miasta z góry z wielu naturalnych punktów widokowych. Do najpopularniejszych należą: Góra Myślęcińska, Góra Szybowników w Fordonie, skąd można podziwiać przełomową Dolinę Dolnej Wisły (w latach 1933–1963 istniała tu Fordońska Szkoła Szybowcowa), Zbocze Fordońskie oraz Zbocze Bydgoskie, którym prowadzi tzw. aleja Górska. Specjalnie zaaranżowanym punktem widokowym jest taras na szczycie wieży ciśnień. Jej wnętrze kryje ekspozycję Muzeum Wodociągów, natomiast galeria widokowa wyniesiona jest 38 m ponad poziom terenu, a uwzględniając deniwelację Zbocza Bydgoskiego – można z niej obserwować Stare Miasto i Śródmieście z wysokości 70 m. W latach 2018–2020 planowana jest rewitalizacja Młynów Rothera na Wyspie Młyńskiej, gdzie urządzony ma być kolejny taras widokowy.

### Atrakcje dla dzieci
Atrakcje turystyczne dla dzieci:
- Muzea interaktywne:
  - Muzeum Mydła i Historii Brudu

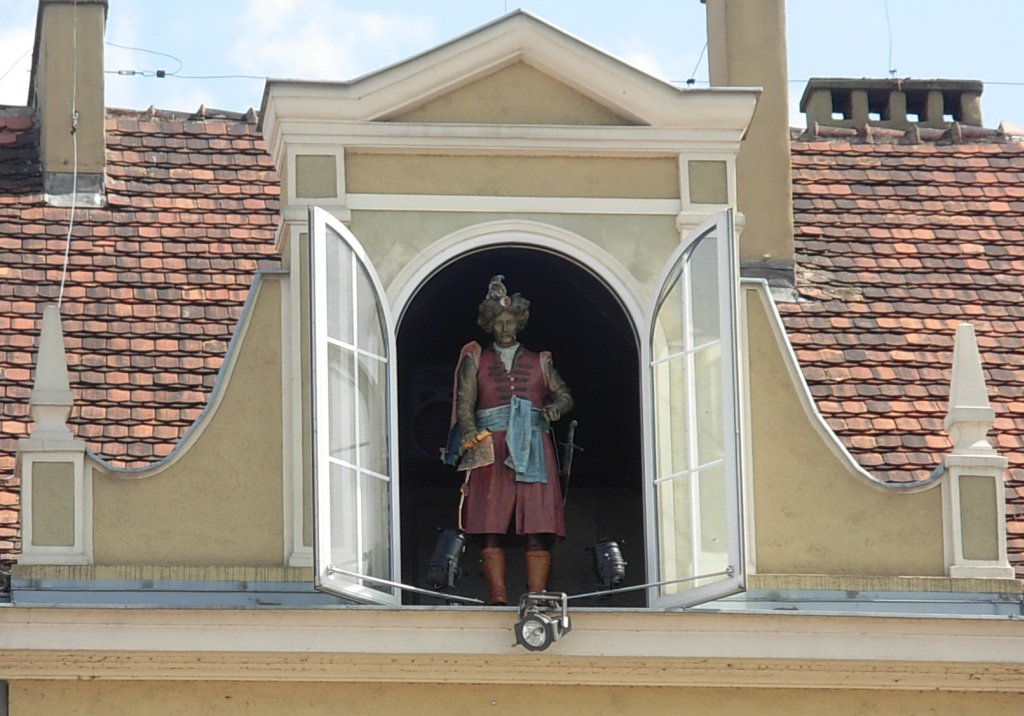
Ruchoma i mówiąca postać Pana Twardowskiego ukazująca się dwa razy dziennie na Starym Rynku

  - Manufaktura słodyczy Karmelowa Kraina
  - Europejskie Centrum Pieniądza
- Atrakcje dla dzieci w Leśnym Parku Kultury i Wypoczynku „Myślęcinek”
  - Ogród zoologiczny z terrarium i akwarium – znajduje się w nim wydzielona część – Dziecięcy Ogród Zoologiczny
  - Makroświat – wystawa dużych modeli owadów
  - Zaginiony Świat – park dinozaurów
  - Kolejka Parkowa
  - Park Rozrywki – lunapark
  - Dom do góry nogami
  - Park linowy
  - Miasteczko ruchu drogowego
- Magiczny plac zabaw na Wyspie Młyńskiej z „Magicznym Krzesłem” – eksponatem z filmu „Magiczne Drzewo”
- Muzyczny plac zabaw – w dzielnicy muzycznej (park im. Jana Kochanowskiego)
- Plac zabaw przy śluzie Miejskiej z fontannami
- Bydgoska Fontanna Multimedialna
- Bydgoska Papugarnia
- Postać Pana Twardowskiego – ukazująca się dwa razy dziennie na Starym Rynku
- Miejskie gry turystyczne np.: Szyfr Pana Twardowskiego, Strzała Łuczniczki, Kod Rejewskiego, Kanałowe zagadki, Wodne Miasteczko
- Bydgoski Tramwaj Wodny
- Wypożyczalnia kajaków i rowerów wodnych w centrum miasta
- Makieta dawnej Bydgoszczy oraz makieta zamku
- Centrum Zabaw Rodzinnych Family Park
- Pałac Młodzieży – placówka oświatowo-wychowawcza, największa w województwie kujawsko-pomorskim pod względem bazy, liczby uczestników i pracowników oraz oferty programowej dla dzieci i młodzieży

### Miejsca pamięci

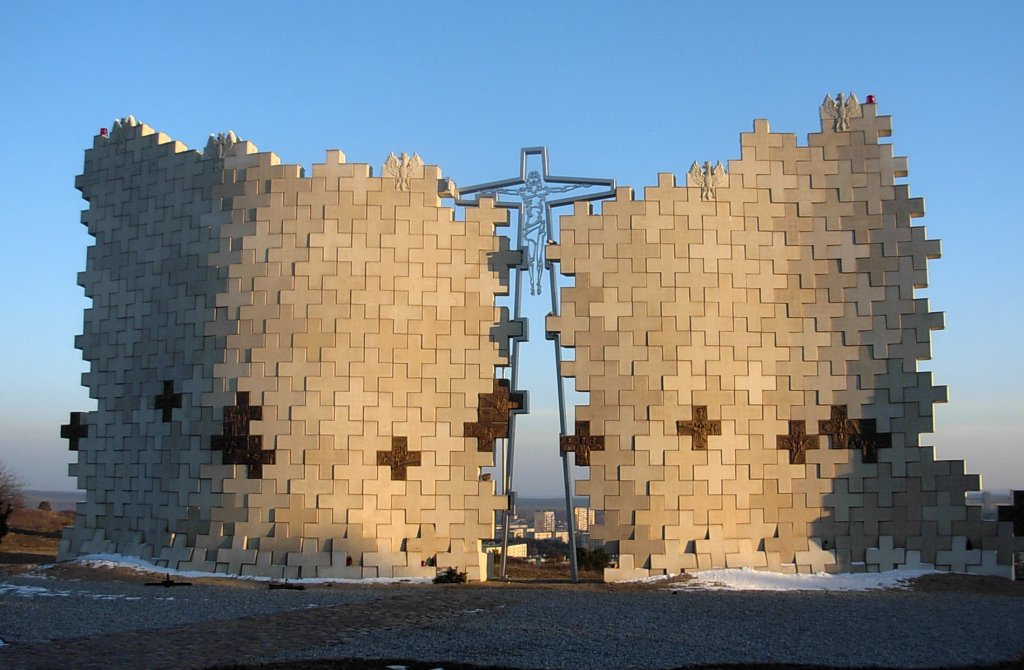
Brama do Nieba nad Doliną Śmierci

- Dolina Śmierci – miejsce masowego mordu 1,2 tys. Polaków i Żydów, której dokonały jesienią 1939 roku oddziały Volksdeutscher Selbstschutz oraz SS; zagospodarowana w formie parku z alejkami, pomnikiem i drogą krzyżową tzw. Kalwarią Bydgoską z Bramą do Nieba w ciekawym topograficznie terenie Zbocza Fordońskiego[77]
- Stary Rynek w Bydgoszczy – miejsce rozstrzelania zakładników 9-10 września 1939 roku; mordy upamiętnia Pomnik Walki i Męczeństwa Ziemi Bydgoskiej
- Cmentarz Bohaterów Bydgoszczy – urządzony na miejscu dawnej wieży Bismarcka, pochowano tu ekshumowane ofiary niemieckich represji wobec ludności Bydgoszczy w 1939 roku
- Cmentarz Starofarny – najstarszy cmentarz katolicki w Bydgoszczy, położony w pobliżu Kanału Bydgoskiego
- Cmentarz Nowofarny – założony w 1905 roku cmentarz parafii farnej, na którym złożono wiele osób zasłużonych dla Bydgoszczy
- Cmentarz martyrologiczny w Smukale – cmentarz, na którym złożono ofiary obozu przesiedleńczego w Smukale

### Lokalne kulinaria
Lokalne kulinaria
- Chleb żytni z ziemniakami – wpisany na Listę Produktów Tradycyjnych Ministerstwa Rolnictwa i Rozwoju Wsi[79]
- Szneka z glancem – nazwana gwarą bydgoską drożdżówka z kruszonką i lukrem, kształtem przypominająca muszlę ślimaka
- Praliny i ciasta od Sowy
- Lody bydgoskie – serwowane w Cafe Primo (ul. Gdańska 18)
- Piwo bydgoskie – w Regionalnej Warzelni Piwa mieszczącej się w jednej z kamienic Wenecji Bydgoskiej (ul. Poznańska 8); oferowane są: Pils Wenecki, Koźlak Bydgoski, Kasztelan z Bydgoszczy i Pszeniczne Młyńskie

### Transport turystyczny
- Bydgoski Rower Aglomeracyjny – system rowerów miejskich, na które składa się 550 rowerów rozmieszczonych na 52 stacjach (stan 2018 rok); wypożyczenie do 20 minut za darmo (www); w 2018 roku trasy rowerowe w mieście miały długość 80 km[80], dłuższe ciągi wytyczono wzdłuż Brdy i Kanału Bydgoskiego, trasy W-Z, na trasie średnicowej Górnego Tarasu, w parku myślęcińskim; spójne asfaltowe ciągi rowerowe łączą Bydgoszcz z podmiejskimi wsiami: Białymi Błotami, Osielskiem, Łochowem, Dąbrową Chełmińską, Cielem, Wojnowem, Trzemiętowem oraz miastami: Koronowem i (częściowo) Solcem Kujawskim
- Bydgoski Tramwaj Wodny – dwa statki solarne oraz zabytkowy m/s Bydgoszcz kursujące po Brdzie na 3 liniach: Słonecznej, Staromiejskiej i Wschodniej do Brdyujścia; trasa Staromiejska uwzględnia śluzowanie na śluzie Miejskiej (www)
- Ondyna XXI – dwupoziomowy katamaran z rejsami czarterowymi po Brdzie, Wiśle i Kanale Bydgoskim[81]
- Turystyczna linia tramwajowa „0” – kursuje w okresie wakacyjnym na trasie Bartodzieje-Myślecinek obsługiwana przez wagony retro typu Herbrand (z 1898 roku) i 5N[82]
- Linie turystyczne w zabytkowych autobusach typu Jelcz 043 „Ogórek” – w sezonie wakacyjnym kursują 3 linie: „0” (Bałtycka – Las Gdański), „100” (plac Kościeleckich – Myślęcinek) i „102” (plac Kościeleckich – Eksploseum)
- Linia turystyczna do Ostromecka nr 75 – kursuje od maja do września z Fordonu (os. Przylesie) do zespołu pałacowo-parkowego w Ostromecku[83]
- Wypożyczalnie rowerów i gokartów[84] – w parku myślęcińskim, hotelu City, WSG, Bydgoskim Centrum Informacji
- Wypożyczalnie sprzętu wodnego na Brdzie – w Przystani Bydgoszcz na Wyspie Młyńskiej (od maja do września); oferowane są: kajaki, łodzie, rowery wodne, stylizowane motorówki; pływać można po Brdzie w centrum miasta[85], kajaków przy Kamper Park (ul. Zeglarska) oraz z campingu PTTK w Janowie
- Wypożyczalnie sprzętu wodnego na Kanale Bydgoskim – przy marinie Gwiazda
- Przystanie jachtowe – przystań Bydgoszcz na Brdzie w centrum miasta[86], marina Gwiazda na Kanale Bydgoskim oraz przystań na torze regatowym w Brdyujściu;

### Miejskie trasy turystyczne
- Szlak Wody, Przemysłu i Rzemiosła TeH2O – wielokrotnie nagradzany szlak tematyczny, który łączy historię 15 miejsc związanych z przemysłem, rzemiosłem i hydrotechniką w Bydgoszczy; rokrocznie odbywa się TehoFest, czyli Święto Szlaku TeH2O (www)
- Poznajemy Stare Miasto – szlak prowadzący przez ciekawe miejsca i zabytki w mieście lokacyjnym Bydgoszczy; prowadzi od Starego Rynku przez uliczki i bulwary nad Brdą, Wyspę Młyńską i Wenecję Bydgoską; czas na przejście 2 godz[87].
- Dookoła Śródmieścia – trasa umożliwiająca zwiedzenie zespołu mieszczańskiej zabudowy Bydgoszczy z okresu 1850–1920, wraz z okazałymi budynkami municypalnymi, kościołami, willami, wielkomiejskimi kamienicami; fasady odzwierciedlają zmiany, które dokonały się w architekturze XIX/XX w.; szlak prowadzi traktami mieszczańskimi: Gdańską, Dworcową, Cieszkowskiego, Śniadeckich, przez place miejskie oraz osiedle-ogród Sielankę[88].
- Szlak zabytków hydrotechniki – szlak wiodący wzdłuż Kanału Bydgoskiego, Brdy po Wisłę, który zawiera 24 miejsc i zabytków związanych z Bydgoskim Węzłem Wodnym: śluzy, jazy, kaskady, przystanie, mosty, wodowskazy, elektrownie wodne, muzea[53]
- Ogrody i parki Bydgoszczy – szlak po bydgoskich parkach od Wzgórza Dąbrowskiego poprzez Wyspę Młyńską, parki Śródmieścia miasta-ogrodu i dzielnicę muzyczną po Myślęcinek; czas na przejście 3 godz.[89].
- Przemysłowa historia Bydgoszczy – szlak uwzględniający postindustrialne dziedzictwo Bydgoszczy, m.in. zachowane lub zrewitalizowane budynki poprzemysłowe; prowadzi wzdłuż ul. Nakielskiej, Czartoryskiego, Św. Trójcy, Podwale, Jagiellońskiej, Gdańskiej[49].
- Szlak 18. południka – trasa prowadząca wzdłuż 18. południka długości geograficznej wschodniej, który przecina centrum Bydgoszczy; w linii południka znajdują się m.in.: port lotniczy, Hotel Ratuszowy, Stary Rynek, Śródmieście Bydgoszczy, LKPiW „Myślęcinek”[90]
- Trasy przyrodniczo-edukacyjne:
  - Pomniki przyrody centrum Bydgoszczy – ścieżka dydaktyczna prezentująca 18 wybranych pomników przyrody na trasie długości 3 km[91]
  - Przyrodnicza Ścieżka Dydaktyczna w parku nad Kanałem Bydgoskim – o długości 4 km z 20 stanowiskami i tablicami o tematyce przyrodniczej[92]
  - Zaginiony Świat – ścieżka z przystankami tematycznymi w parku myślęcińskim opisująca historię życia na Ziemi, wyposażona w 40 modeli dinozaurów i innych zwierząt oraz ich odgłosy, największy model sięga 27 m długości[93]
  - w Ogrodzie Botanicznym: ścieżka botaniczna dla niewidomych i niedowidzących
  - nad Wisłą: ścieżka ekologiczna Łoskoń – wzdłuż starorzecza Wisły na długości 1 km, wyposażona m.in. w wieżę obserwacyjną
  - Ścieżka Ekologiczna Czyżkówko – na terenie stawów infiltracyjnych Wodociągów Miejskich, położonych wśród lasu
  - Leśna ścieżka edukacyjna „Białe Błota” – wiedzie przez podbydgoski las na długości 5 km; obejmuje 13 przystanków[94]
  - Szlak im. Jeremiego Przybory – łączy Fordon z Leśnym Parkiem Kultury i Wypoczynku w Myślęcinku; prowadzi przez strefę krawędziową pradoliny Wisły, punkty widokowe (Górę Szybowników, Zamczysko i inne), Dolinę Śmierci i tzw. Bydgoską Golgotę[95]

## Obiekty noclegowe

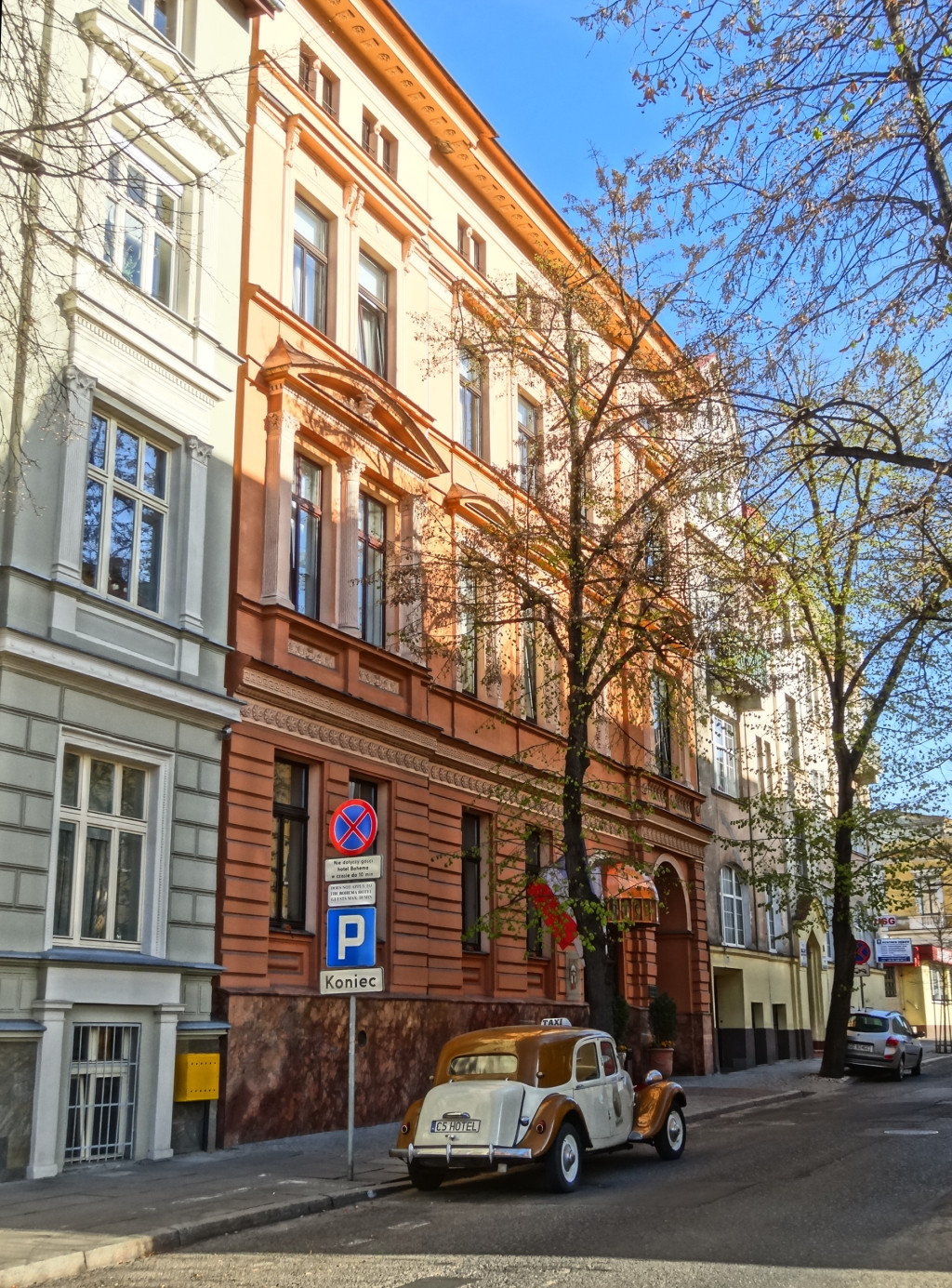
Pięciogwiazdkowy hotel Bohema

W Bydgoszczy znajduje się jeden hotel pięciogwiazdkowy (Bohema) oraz pięć czterogwiazdkowych: City, Holiday Inn, Pod Orłem, Słoneczny Młyn oraz Sepia. Oprócz nich znajduje się kilkadziesiąt obiektów niższej klasy, schronisko młodzieżowe, pole kempingowe, motele i kwatery prywatne. W 2016 roku udzielono 400 tys. noclegów, w tym 112 tys. turystom zagranicznym.
Zestawienie bazy hotelowej w Bydgoszczy i bliskiej okolicy (dane dla roku 2016, bez domów studenckich i kempingowych, uwzględnione: Bydgoszcz, Białe Błota, Brzoza, Osielsko, Niwy, Tryszczyn):
| Kategoria hotelu | Liczba obiektów | Liczba pokoi | Liczba miejsc |
| ---------------- | --------------- | ------------ | ------------- |
| 5                | 1               | 20           | 33            |
| 4                | 6               | 591          | 974           |
| 3                | 13              | 737          | 1258          |
| 2                | 15              | 419          | 795           |
| Ekonom.          | 25              | 319          | 651           |